# PSV in het seizoen 2020/21 (mannen)
Het seizoen 2020/21 is het 108e jaar in het bestaan van PSV. De Eindhovense voetbalclub nam in deze jaargang voor het 65e opeenvolgende jaar deel aan de Eredivisie en aan de toernooien om de TOTO KNVB Beker en de Europa League.

## Seizoensverloop
Het vorige seizoen 2019/20 werd vroegtijdig beëindigd door het coronavirus. De KNVB besloot de Europese tickets te verdelen via de huidige stand. PSV zou dus deelnemen aan de voorrondes van de UEFA Europa League. Een geheel nieuwe staf werd aangesteld, met Roger Schmidt als nieuwe hoofdtrainer.
PSV eindigde dit seizoen in de Eredivisie op de 2e plaats, dat recht geeft om deel te nemen aan de tweede voorronde van de Champions League van het volgende seizoen. De achterstand op de kampioen Ajax bedroeg zestien punten. Vooral bij de topwedstrijden tegen Ajax, AZ en Feyenoord wist PSV geen van alle te winnen. Tegen Ajax (thuis en uit) en Feyenoord (thuis) werd er gelijkgespeeld. De andere topwedstrijden werden verloren. Ook tegen sc Heerenveen werd er zowel thuis als uit gelijkgespeeld. Over het gehele seizoen gezien stond PSV voornamelijk op de 2e plaats, al was het verschil met AZ, die op de 3e plaats eindigde, minimaal tijdens het seizoen.
In de KNVB Beker kwam PSV niet verder dan de kwartfinale van dit seizoen. PSV verloor uit met 2 – 1 van Ajax, de latere bekerwinnaar.
PSV stroomde in de derde kwalificatieronde van de UEFA Europa League. Die werd gewonnen met 5 – 1 van NŠ Mura. Ook in de play-offronde won PSV met 2 – 0 van Rosenborg BK en plaatste zich voor de groepsfase van de Europa League. PSV werd uiteindelijk groepswinnaar in de groep achter Granada CF, PAOK en Omonia Nicosia. In zestiende finale verloor PSV de tweeluik met een totaalscore van 4 – 5 van Olympiakos Piraeus. De tegendoelpunt van Olympiakos Piraeus in de slotfase van de terugwedstrijd werd voor PSV fataal. Hierdoor was PSV uitgeschakeld in de Europa League.

## Selectie
| Nr.           | Nat.                   | Naam               | Geb. dat.  | Bij PSV | Contract tot juli | Optie    | Vorige club        | Bedrag       | Positie    | Notitie                      |
| Keepers       | Keepers                | Keepers            | Keepers    | Keepers | Keepers           | Keepers  | Keepers            | Keepers      | Keepers    | Keepers                      |
| ------------- | ---------------------- | ------------------ | ---------- | ------- | ----------------- | -------- | ------------------ | ------------ | ---------- | ---------------------------- |
| 13            | Vlag van Duitsland     | Lars Unnerstall    | 20-07-1990 | 2018    | 2021              | -        | VVV-Venlo          | -            | K          |                              |
| 16            | Vlag van Duitsland     | Vincent Müller     | 23-08-2000 | 2020    | 2023              | -        | Würzburger Kickers | € 500.000    | K          |                              |
| 21            | Vlag van België        | Maxime Delanghe    | 23-05-2001 | 2019    | 2023              | -        | Eigen jeugd        | -            | K          |                              |
| 38            | Vlag van Zwitserland   | Yvon Mvogo         | 06-06-1994 | 2020    | 2022              | -        | RB Leipzig         | Huur         | K          | Zwitsers international       |
| Verdedigers   |                        |                    |            |         |                   |          |                    |              |            |                              |
| 4             | Vlag van Nederland     | Nick Viergever     | 03-08-1989 | 2018    | 2022              | -        | Ajax               | -            | LV, CV     | (Nederlands international)   |
| 5             | Vlag van Duitsland     | Timo Baumgartl     | 04-03-1996 | 2019    | 2024              | -        | VfB Stuttgart      | € 10.000.000 | CV         |                              |
| 22            | Vlag van Nederland     | Denzel Dumfries    | 18-04-1996 | 2018    | 2023              | -        | sc Heerenveen      | € 5.500.000  | RV         | Nederlands international     |
| 24            | Vlag van Nederland     | Armando Obispo     | 05-03-1999 | 2016    | 2021              | -        | Vitesse            | -            | CV         | Eigen jeugd                  |
| 28            | Vlag van Frankrijk     | Olivier Boscagli   | 18-11-1997 | 2019    | 2023              | -        | OGC Nice           | € 2.000.000  | LV, CV     |                              |
| 31            | Vlag van Duitsland     | Philipp Max        | 30-09-1993 | 2020    | 2024              | -        | FC Augsburg        | € 8.000.000  | LV         | Duits international          |
| 33            | Vlag van Nederland     | Jordan Teze        | 30-09-1999 | 2018    | 2024              | -        | Eigen jeugd        | -            | RV         | Eigen jeugd; Nederland –21   |
| Middenvelders |                        |                    |            |         |                   |          |                    |              |            |                              |
| 6             | Vlag van Ivoorkust     | Ibrahim Sangaré    | 02-12-1997 | 2020    | 2025              | -        | Toulouse FC        | € 9.000.000  | VM, CM     | Ivoriaans international      |
| 10            | Vlag van Nederland     | Mohammed Ihattaren | 12-02-2002 | 2019    | 2022              | -        | Eigen jeugd        | -            | AM, CM     | Eigen jeugd                  |
| 11            | Vlag van Duitsland     | Adrian Fein        | 18-03-1999 | 2020    | 2021              | Tot koop | Bayern München     | Huur         | CVM        |                              |
| 14            | Vlag van Nederland     | Marco van Ginkel   | 01-12-1992 | 2020    | 2021              | -        | Chelsea            | Huur         | CM         | (Nederlands international)   |
| 15            | Vlag van Mexico        | Érick Gutiérrez    | 15-06-1995 | 2018    | 2023              | -        | CF Pachuca         | € 6.000.000  | CM         | Mexicaans international      |
| 17            | Vlag van Brazilië      | Mauro Júnior       | 06-05-1999 | 2017    | 2022              | -        | Heracles Almelo    | -            | AM, RA, LA |                              |
| 18            | Vlag van Nederland     | Pablo Rosario      | 07-01-1997 | 2016    | 2023              | -        | Almere City FC     | -            | CM         | (Nederlands international)   |
| 27            | Vlag van Duitsland     | Mario Götze        | 03-06-1992 | 2020    | 2022              | -        | Borussia Dortmund  | -            | AM, LV, SP | Duits international          |
| 30            | Vlag van Nieuw-Zeeland | Ryan Thomas        | 20-12-1994 | 2018    | 2022              | -        | PEC Zwolle         | € 2.750.000  | CM         | Nieuw-Zeelands international |
| Aanvallers    |                        |                    |            |         |                   |          |                    |              |            |                              |
| 7             | Vlag van Israël        | Eran Zahavi        | 25-07-1987 | 2020    | 2022              | -        | Guangzhou R&F      | Transfervrij | SP         | Israëlisch international     |
| 9             | Vlag van Nederland     | Donyell Malen      | 19-01-1999 | 2017    | 2024              | -        | Arsenal            | -            | SP, LA, RA | Nederlands international     |
| 19            | Vlag van Nederland     | Cody Gakpo         | 07-05-1999 | 2016    | 2025              | -        | Eigen jeugd        | -            | LA         | Eigen jeugd; Nederland –21   |
| 20            | Vlag van Argentinië    | Maximiliano Romero | 09-01-1999 | 2018    | 2023              | -        | Vélez Sarsfield    | € 10.000.000 | SP         |                              |
| 23            | Vlag van Engeland      | Noni Madueke       | 10-03-2002 | 2019    | 2024              | -        | Eigen jeugd        | -            | AM, RV, LV | Eigen jeugd                  |
| 29            | Vlag van Nederland     | Joël Piroe         | 02-08-1999 | 2016    | 2022              | -        | Sparta Rotterdam   | -            | SP         | Eigen jeugd                  |
| 53            | Vlag van België        | Yorbe Vertessen    | 08-01-2001 | 2019    | 2022              | -        | Eigen jeugd        | -            | SP         | Eigen jeugd                  |

## Staf eerste elftal
Technische staf
|                    | Naam                 | Functie            | Contract tot |
| ------------------ | -------------------- | ------------------ | ------------ |
| Vlag van Duitsland | Roger Schmidt        | Hoofdtrainer/Coach | 30 juni 2022 |
| Vlag van Duitsland | Lars Kornetka        | Assistent-trainer  | 30 juni 2021 |
| Vlag van Nederland | André Ooijer         | Assistent-trainer  |              |
| Vlag van Duitsland | Jörn Wolf            | Assistent-trainer  | 30 juni 2022 |
| Vlag van Nederland | Raimond van der Gouw | Keeperstrainer     | 30 juni 2021 |

Begeleidende staf
|                    | Naam                  | Functie             |
| ------------------ | --------------------- | ------------------- |
| Vlag van Nederland | Bas Roorda            | Teammanager         |
| Vlag van Nederland | Mart van den Heuvel   | Spelersbegeleider   |
| Vlag van Duitsland | Benjamin Kügel        | Fysieke trainer     |
| Vlag van Nederland | Yannick van der Schee | Fysieke trainer     |
| Vlag van Nederland | Luc van Agt           | Performance manager |
| Vlag van Nederland | Alex Abresch          | Hoofd video analyse |
| Vlag van Nederland | John Feskens          | Video-analist       |
| Vlag van Nederland | René Dannenburg       | Fysiotherapeut      |
| Vlag van Nederland | Rob van Hunnik        | Fysiotherapeut      |
| Vlag van Nederland | Elseline Lefeber      | Fysiotherapeut      |
| Vlag van Nederland | Eddy Pepels           | Verzorger           |
| Vlag van Nederland | Martijn op den Buijs  | Materiaalverzorger  |
| Vlag van Nederland | Adri van Dooren       | Materiaalverzorger  |
| Vlag van Nederland | Gust van Montfort     | Hoofd medische staf |
| Vlag van Nederland | Rob Bogie             | Teamarts            |
| Vlag van Nederland | Wart van Zoest        | Clubarts            |
| Vlag van Nederland | Ruud van Elk          | Sportwetenschapper  |
| Vlag van Nederland | Boudewijn Zenden      | Specialistentrainer |

Overige staf
|                    | Naam          | Functie                 |
| ------------------ | ------------- | ----------------------- |
| Vlag van Nederland | Ernest Faber  | Hoofd Jeugdafdeling     |
| Vlag van Nederland | Thijs Slegers | Manager perszaken       |
| Vlag van Nederland | Damian Bott   | Hoofd Marketing & Media |

## Transfers
Voor recente transfers bekijk: Lijst van Eredivisie transfers zomer 2020/21

Voor recente transfers bekijk: Lijst van Eredivisie transfers winter 2020/21
Aangetrokken
|                      | Naam               | Positie      | Oude club          | Land       | Per                             | Transfersom  |
|                      | Transfers          | Transfers    | Transfers          | Transfers  | Transfers                       | Transfers    |
| -------------------- | ------------------ | ------------ | ------------------ | ---------- | ------------------------------- | ------------ |
| Vlag van Duitsland   | Philipp Max        | Verdediger   | FC Augsburg        | Duitsland  | 2 september 2020                | € 8.000.000  |
| Vlag van Israël      | Eran Zahavi        | Aanvaller    | Guangzhou R&F      | China      | 20 september 2020               | Transfervrij |
| Vlag van Duitsland   | Vincent Müller     | Doelman      | Würzburger Kickers | Duitsland  | 23 september 2020               | € 500.000    |
| Vlag van Ivoorkust   | Ibrahim Sangaré    | Middenvelder | Toulouse FC        | Frankrijk  | 28 september 2020               | € 9.000.000  |
| Vlag van Duitsland   | Mario Götze        | Middenvelder | Borussia Dortmund  | Duitsland  | 6 oktober 2020                  | Transfervrij |
|                      | Gehuurd            |              |                    |            |                                 |              |
| Vlag van Zwitserland | Yvon Mvogo         | Doelman      | RB Leipzig         | Duitsland  | 25 augustus 2020                | n.v.t.       |
| Vlag van Duitsland   | Adrian Fein        | Middenvelder | Bayern München     | Duitsland  | 6 oktober 2020                  | n.v.t.       |
| Vlag van Nederland   | Marco van Ginkel   | Middenvelder | Chelsea            | Engeland   | 6 oktober 2020                  | n.v.t.       |
|                      | Terug van verhuur  |              |                    |            |                                 |              |
| Vlag van Nederland   | Hidde Jurjus       | Doelman      | De Graafschap      | Nederland  | 1 juli 2020                     | n.v.t.       |
| Vlag van Nederland   | Derrick Luckassen  | Verdediger   | RSC Anderlecht     | België     | 1 juli 2020                     | n.v.t.       |
| Vlag van Brazilië    | Mauro Júnior       | Middenvelder | Heracles Almelo    | Nederland  | 1 juli 2020                     | n.v.t.       |
| Vlag van Nederland   | Armando Obispo     | Verdediger   | Vitesse            | Nederland  | 1 juli 2020                     | n.v.t.       |
| Vlag van België      | Dante Rigo         | Middenvelder | Sparta Rotterdam   | Nederland  | 1 juli 2020                     | n.v.t.       |
| Vlag van Argentinië  | Maximiliano Romero | Aanvaller    | Vélez Sarsfield    | Argentinië | 1 juli 2020                     | n.v.t.       |
| Vlag van Nederland   | Jeroen Zoet        | Doelman      | FC Utrecht         | Nederland  | 1 juli 2020                     | n.v.t.       |
| Vlag van België      | Dante Rigo         | Middenvelder | ADO Den Haag       | Nederland  | 1 februari 2021 (naar Jong PSV) | n.v.t.       |

Vertrokken
|                      | Naam                   | Positie      | Nieuwe club         | Land        | Per               | Transfersom  |
|                      | Transfers              | Transfers    | Transfers           | Transfers   | Transfers         | Transfers    |
| -------------------- | ---------------------- | ------------ | ------------------- | ----------- | ----------------- | ------------ |
| Vlag van Nederland   | Ibrahim Afellay        | Middenvelder | Gestopt             |             | 1 juli 2020       |              |
| Vlag van Nederland   | Luuk Koopmans          | Doelman      | ADO Den Haag        | Nederland   | 1 juli 2020       | Transfervrij |
| Vlag van Nederland   | Yanick van Osch        | Doelman      | Fortuna Sittard     | Nederland   | 1 juli 2020       | Transfervrij |
| Vlag van Duitsland   | Daniel Schwaab         | Verdediger   | Gestopt             |             | 1 juli 2020       |              |
| Vlag van Nederland   | Robbin Ruiter          | Doelman      | Willem II           | Nederland   | 30 juli 2020      | € 200.000    |
| Vlag van Nederland   | Hidde Jurjus           | Doelman      | KFC Uerdingen 05    | Duitsland   | 27 augustus 2020  | Transfervrij |
| Vlag van Nederland   | Jeroen Zoet            | Doelman      | Spezia Calcio       | Italië      | 8 september 2020  | € 1.500.000  |
| Vlag van Nederland   | Sam Lammers            | Aanvaller    | Atalanta Bergamo    | Italië      | 22 september 2020 | € 9.000.000  |
| Vlag van Nederland   | Jorrit Hendrix         | Middenvelder | Spartak Moskou      | Rusland     | 12 januari 2021   | € 700.000    |
|                      | Was gehuurd            |              |                     |             |                   |              |
| Vlag van Griekenland | Konstantinos Mitroglou | Aanvaller    | Olympique Marseille | Frankrijk   | 1 juli 2020       | n.v.t.       |
| Vlag van Zwitserland | Ricardo Rodríguez      | Verdediger   | AC Milan            | Italië      | 1 juli 2020       | n.v.t.       |
|                      | Verhuurd               |              |                     |             |                   |              |
| Vlag van Nederland   | Derrick Luckassen      | Verdediger   | RSC Anderlecht      | België      | 14 juli 2020      | n.v.t.       |
| Vlag van België      | Dante Rigo             | Middenvelder | ADO Den Haag        | Nederland   | 31 augustus 2020  | n.v.t.       |
| Vlag van Japan       | Ritsu Doan             | Aanvaller    | Arminia Bielefeld   | Duitsland   | 5 september 2020  | n.v.t.       |
| Vlag van Portugal    | Bruma                  | Aanvaller    | Olympiakos Piraeus  | Griekenland | 5 oktober 2020    | n.v.t.       |
| Vlag van Tsjechië    | Michal Sadílek         | Middenvelder | FC Slovan Liberec   | Tsjechië    | 5 oktober 2020    | n.v.t.       |
| Vlag van Nederland   | Derrick Luckassen      | Verdediger   | Kasımpaşa SK        | Turkije     | 11 januari 2021   | n.v.t.       |

## Tenue
| Thuis | Alternatief thuis | Uit | Alternatief Uit | Derde tenue | Alternatief derde tenue |

## Voorbereiding
| 31 juli 2020, 19:00 uur | PSV          | 1 – 1 (0 – 0) | PSV *       | Opstelling PSV                                                                                 | Opstelling PSV *                                                                                   |  |
| Stadion: PSV Campus De Herdgang, Eindhoven Toeschouwers: 300 Scheidsrechter: Robin Vereijken | Dumfries 44' |               | 39' Lammers | Unnerstall, Dumfries, Teze, Boscagli, Hendrix, Doan, Thomas, Gutiérrez, Bruma, Madueke, Romero | Zoet, Rigo, Baumgartl, Viergever, Sadílek, Mauro Júnior, Rosario, Ihattaren, Gakpo, Lammers, Piroe |  |
| Stadion: PSV Campus De Herdgang, Eindhoven Toeschouwers: 300 Scheidsrechter: Robin Vereijken |              |               |             | Unnerstall, Dumfries, Teze, Boscagli, Hendrix, Doan, Thomas, Gutiérrez, Bruma, Madueke, Romero | Zoet, Rigo, Baumgartl, Viergever, Sadílek, Mauro Júnior, Rosario, Ihattaren, Gakpo, Lammers, Piroe |  |
| Stadion: PSV Campus De Herdgang, Eindhoven Toeschouwers: 300 Scheidsrechter: Robin Vereijken |              |               |             | Unnerstall, Dumfries, Teze, Boscagli, Hendrix, Doan, Thomas, Gutiérrez, Bruma, Madueke, Romero | Zoet, Rigo, Baumgartl, Viergever, Sadílek, Mauro Júnior, Rosario, Ihattaren, Gakpo, Lammers, Piroe |  |
| Bijz.: * Minder dan een uur voor aanvang van de wedstrijd werd bekend dat een speler van VV UNA besmet was met het coronavirus. Degene kreeg op dat moment de positieve uitslag na een test vooraf die een paar dagen geleden plaatsvond. Hierdoor werd PSV - VV UNA afgelast en als alternatief voor de toeschouwers en de kijkers via online livestream op YouTube werd er een onderling duel gespeeld uit de eerste elftalspelers van PSV. De wedstrijd duurde echter 45 minuten met een rustmoment na 22,5 minuten. |              |               |             |                                                                                                | |  |

| 8 augustus 2020, 16:00 uur                                                                 | SC Verl | 0 – 3 (0 – 3) | PSV                   | Opstelling SC Verl | Opstelling PSV |  |
| Stadion: Sportclub Arena, Verl, Duitsland Toeschouwers: 300 (besloten voor PSV supporters) |         |               | 21', 25', 42' Madueke | Brinkmann (Klante), Choroba (Schmik), Langesberg, Stöckner (Jürgensen), Ritzka, Mikic (Haeder), Kurt (Hecker), Mickels (Korb), Yıldırım (Schikowski), Janjić (Heinz), Brosowski | Eerste helft: Unnerstall, Dumfries, Teze, Boscagli, Mauro Júnior, Rosario, Gutiérrez, Bruma, Doan, Lammers, Madueke Tweede helft: Zoet, Rigo, Baumgartl, Viergever, De Haas, Hendrix, Sadílek, Ihattaren, Gakpo, Piroe, Romero |  |
| Stadion: Sportclub Arena, Verl, Duitsland Toeschouwers: 300 (besloten voor PSV supporters) |         |               |                       | Brinkmann (Klante), Choroba (Schmik), Langesberg, Stöckner (Jürgensen), Ritzka, Mikic (Haeder), Kurt (Hecker), Mickels (Korb), Yıldırım (Schikowski), Janjić (Heinz), Brosowski | Eerste helft: Unnerstall, Dumfries, Teze, Boscagli, Mauro Júnior, Rosario, Gutiérrez, Bruma, Doan, Lammers, Madueke Tweede helft: Zoet, Rigo, Baumgartl, Viergever, De Haas, Hendrix, Sadílek, Ihattaren, Gakpo, Piroe, Romero |  |
| Stadion: Sportclub Arena, Verl, Duitsland Toeschouwers: 300 (besloten voor PSV supporters) |         |               |                       | Brinkmann (Klante), Choroba (Schmik), Langesberg, Stöckner (Jürgensen), Ritzka, Mikic (Haeder), Kurt (Hecker), Mickels (Korb), Yıldırım (Schikowski), Janjić (Heinz), Brosowski | Eerste helft: Unnerstall, Dumfries, Teze, Boscagli, Mauro Júnior, Rosario, Gutiérrez, Bruma, Doan, Lammers, Madueke Tweede helft: Zoet, Rigo, Baumgartl, Viergever, De Haas, Hendrix, Sadílek, Ihattaren, Gakpo, Piroe, Romero |  |
|                                                                                            |         |               |                       | | |  |

| 9 augustus 2020, 14:00 uur                                                          | PSV                        | 3 – 0 (1 – 0) | KFC Uerdingen 05 | Opstelling PSV | Opstelling KFC Uerdingen 05 |  |
| Stadion: Complex "Klosterpforte", Harsewinkel, Duitsland Toeschouwers: 0 (besloten) | Gakpo 11' Lammers 75', 88' |               |                  | Eerste helft: Zoet, Rigo, Teze, Viergever, Mauro Júnior, Gakpo, Ihattaren, Rosario, Bruma, Madueke, Romero Tweede helft: Unnerstall, Dumfries, Baumgartl, Boscagli, Sadílek, Doan, Hendrix, Gutiérrez (Gloster '65), Ledezma, Piroe, Lammers | Königshofer (Hamrol '46), Traoré (Girdvainis '46), Lukimya (Großkreutz '46), Velkov (Maroh '46), Dorda, Anapak (Kinsombi '30), Albutat (Van Ooijen '46), Wagner, Kenia (Schneider '46), Pusch (Ibrahimaj '46), Osawe (Grimaldi '46) |  |
| Stadion: Complex "Klosterpforte", Harsewinkel, Duitsland Toeschouwers: 0 (besloten) |                            |               |                  | Eerste helft: Zoet, Rigo, Teze, Viergever, Mauro Júnior, Gakpo, Ihattaren, Rosario, Bruma, Madueke, Romero Tweede helft: Unnerstall, Dumfries, Baumgartl, Boscagli, Sadílek, Doan, Hendrix, Gutiérrez (Gloster '65), Ledezma, Piroe, Lammers | Königshofer (Hamrol '46), Traoré (Girdvainis '46), Lukimya (Großkreutz '46), Velkov (Maroh '46), Dorda, Anapak (Kinsombi '30), Albutat (Van Ooijen '46), Wagner, Kenia (Schneider '46), Pusch (Ibrahimaj '46), Osawe (Grimaldi '46) |  |
| Stadion: Complex "Klosterpforte", Harsewinkel, Duitsland Toeschouwers: 0 (besloten) |                            |               |                  | Eerste helft: Zoet, Rigo, Teze, Viergever, Mauro Júnior, Gakpo, Ihattaren, Rosario, Bruma, Madueke, Romero Tweede helft: Unnerstall, Dumfries, Baumgartl, Boscagli, Sadílek, Doan, Hendrix, Gutiérrez (Gloster '65), Ledezma, Piroe, Lammers | Königshofer (Hamrol '46), Traoré (Girdvainis '46), Lukimya (Großkreutz '46), Velkov (Maroh '46), Dorda, Anapak (Kinsombi '30), Albutat (Van Ooijen '46), Wagner, Kenia (Schneider '46), Pusch (Ibrahimaj '46), Osawe (Grimaldi '46) |  |
|                                                                                     |                            |               |                  | | |  |

| 15 augustus 2020, 18:45 uur                                                              | PSV       | 1 – 1 (0 – 1) | Vitesse   | Opstelling PSV | Opstelling Vitesse |  |
| Stadion: Philips Stadion, Eindhoven Toeschouwers: 6.500 Scheidsrechter: Serdar Gözübüyük | Gakpo 52' |               | 6' Doekhi | Unnerstall (Zoet '46), Dumfries, Teze (Baumgartl '46), Boscagli (Viergever '46 (Sadílek '50)), Mauro Júnior (Rigo '75), Rosario, Thomas (Ihattaren '46), Gakpo, Madueke (Piroe '75), Lammers (Romero '46), Malen (Hendrix '30) | Pasveer, Dasa, Doekhi (Leeflang '83), Rasmussen (Hájek '71), Wittek (Manhoef '75), Bazoer (Oukili '83), Bero (Bruns '71), Tronstad (Huisman '71), Tannane (Cornelisse '83), Darfalou (Buitink '75), Openda (Beerens '75) |  |
| Stadion: Philips Stadion, Eindhoven Toeschouwers: 6.500 Scheidsrechter: Serdar Gözübüyük |           |               |           | Unnerstall (Zoet '46), Dumfries, Teze (Baumgartl '46), Boscagli (Viergever '46 (Sadílek '50)), Mauro Júnior (Rigo '75), Rosario, Thomas (Ihattaren '46), Gakpo, Madueke (Piroe '75), Lammers (Romero '46), Malen (Hendrix '30) | Pasveer, Dasa, Doekhi (Leeflang '83), Rasmussen (Hájek '71), Wittek (Manhoef '75), Bazoer (Oukili '83), Bero (Bruns '71), Tronstad (Huisman '71), Tannane (Cornelisse '83), Darfalou (Buitink '75), Openda (Beerens '75) |  |
| Stadion: Philips Stadion, Eindhoven Toeschouwers: 6.500 Scheidsrechter: Serdar Gözübüyük |           |               |           | Unnerstall (Zoet '46), Dumfries, Teze (Baumgartl '46), Boscagli (Viergever '46 (Sadílek '50)), Mauro Júnior (Rigo '75), Rosario, Thomas (Ihattaren '46), Gakpo, Madueke (Piroe '75), Lammers (Romero '46), Malen (Hendrix '30) | Pasveer, Dasa, Doekhi (Leeflang '83), Rasmussen (Hájek '71), Wittek (Manhoef '75), Bazoer (Oukili '83), Bero (Bruns '71), Tronstad (Huisman '71), Tannane (Cornelisse '83), Darfalou (Buitink '75), Openda (Beerens '75) |  |
|                                                                                          |           |               |           | | |  |

| 21 augustus 2020, 18:45 uur                                                                  | Willem II    | 1 – 1 (0 – 1) | PSV       | Opstelling Willem II | Opstelling PSV |  |
| Stadion: Koning Willem II Stadion, Tilburg Toeschouwers: 3.442 Scheidsrechter: Dennis Higler | Pavlidis 76' |               | 16' Malen | Ruiter (Van den Berg '62), Nelom (Peters '37 (Van den Avert '69)), Owusu (Dahlhaus '62), Holmén (Van den Bogert '62), Köhn, Köhlert (Kokkinis '77), Llonch (Coeckelbergs '77), Saglam (Spieringhs '77), Ndayishimiye (Heerkens '46), Nunnely (Pavlidis '46), Wriedt (Gladon '62) | Zoet, Dumfries (Matuta '62), Baumgartl (Teze '46), Boscagli (Obispo '46), Mauro Júnior (Vos '62), Rosario (Sadílek '46), Hendrix (Gutiérrez '46), Ihattaren (Ledezma '62), Gakpo (Thomas '46), Malen (Piroe '46), Lammers (Rigo '62) |  |
| Stadion: Koning Willem II Stadion, Tilburg Toeschouwers: 3.442 Scheidsrechter: Dennis Higler |              |               |           | Ruiter (Van den Berg '62), Nelom (Peters '37 (Van den Avert '69)), Owusu (Dahlhaus '62), Holmén (Van den Bogert '62), Köhn, Köhlert (Kokkinis '77), Llonch (Coeckelbergs '77), Saglam (Spieringhs '77), Ndayishimiye (Heerkens '46), Nunnely (Pavlidis '46), Wriedt (Gladon '62) | Zoet, Dumfries (Matuta '62), Baumgartl (Teze '46), Boscagli (Obispo '46), Mauro Júnior (Vos '62), Rosario (Sadílek '46), Hendrix (Gutiérrez '46), Ihattaren (Ledezma '62), Gakpo (Thomas '46), Malen (Piroe '46), Lammers (Rigo '62) |  |
| Stadion: Koning Willem II Stadion, Tilburg Toeschouwers: 3.442 Scheidsrechter: Dennis Higler |              |               |           | Ruiter (Van den Berg '62), Nelom (Peters '37 (Van den Avert '69)), Owusu (Dahlhaus '62), Holmén (Van den Bogert '62), Köhn, Köhlert (Kokkinis '77), Llonch (Coeckelbergs '77), Saglam (Spieringhs '77), Ndayishimiye (Heerkens '46), Nunnely (Pavlidis '46), Wriedt (Gladon '62) | Zoet, Dumfries (Matuta '62), Baumgartl (Teze '46), Boscagli (Obispo '46), Mauro Júnior (Vos '62), Rosario (Sadílek '46), Hendrix (Gutiérrez '46), Ihattaren (Ledezma '62), Gakpo (Thomas '46), Malen (Piroe '46), Lammers (Rigo '62) |  |
|                                                                                              |              |               |           | | |  |

| 22 augustus 2020, 18:00 uur                                                                    | PSV       | 1 – 2 (0 – 0) | Eintracht Frankfurt        | Opstelling PSV | Opstelling Eintracht Frankfurt |  |
| Stadion: Philips Stadion, Eindhoven Toeschouwers: 0 (besloten) Scheidsrechter: Allard Lindhout | Gakpo 63' |               | 55' Kamada 69' Hinteregger | Unnerstall, Dumfries (Baumgartl '39), Teze, Boscagli (Obispo '64), Mauro Júnior (Rigo '64), Rosario (Gutiérrez '64), Thomas (Sadílek '64), Ihattaren (Ledezma '83), Gakpo, Lammers (Piroe '83), Malen (Hendrix '46) | Eerste helft: Trapp, N'Dicka, Hasebe, Tuta, Kostić, Kohr, Ilsanker (Sow '23), Barkok, Da Costa, Silva, Paciência Tweede helft: Rønnow, Touré, Hinteregger, N'Dicka (Durm '77), Zuber, Sow, Kamada, Rode, Chandler, Dost, Ache |  |
| Stadion: Philips Stadion, Eindhoven Toeschouwers: 0 (besloten) Scheidsrechter: Allard Lindhout |           |               |                            | Unnerstall, Dumfries (Baumgartl '39), Teze, Boscagli (Obispo '64), Mauro Júnior (Rigo '64), Rosario (Gutiérrez '64), Thomas (Sadílek '64), Ihattaren (Ledezma '83), Gakpo, Lammers (Piroe '83), Malen (Hendrix '46) | Eerste helft: Trapp, N'Dicka, Hasebe, Tuta, Kostić, Kohr, Ilsanker (Sow '23), Barkok, Da Costa, Silva, Paciência Tweede helft: Rønnow, Touré, Hinteregger, N'Dicka (Durm '77), Zuber, Sow, Kamada, Rode, Chandler, Dost, Ache |  |
| Stadion: Philips Stadion, Eindhoven Toeschouwers: 0 (besloten) Scheidsrechter: Allard Lindhout |           |               |                            | Unnerstall, Dumfries (Baumgartl '39), Teze, Boscagli (Obispo '64), Mauro Júnior (Rigo '64), Rosario (Gutiérrez '64), Thomas (Sadílek '64), Ihattaren (Ledezma '83), Gakpo, Lammers (Piroe '83), Malen (Hendrix '46) | Eerste helft: Trapp, N'Dicka, Hasebe, Tuta, Kostić, Kohr, Ilsanker (Sow '23), Barkok, Da Costa, Silva, Paciência Tweede helft: Rønnow, Touré, Hinteregger, N'Dicka (Durm '77), Zuber, Sow, Kamada, Rode, Chandler, Dost, Ache |  |
|                                                                                                |           |               |                            | | |  |

| 29 augustus 2020, 17:00 uur                                                                            | Hertha BSC | 0 – 4 (0 – 1) | PSV                                              | Opstelling Hertha BSC | Opstelling PSV |  |
| Stadion: Olympiastadion, Berlijn, Duitsland Toeschouwers: 0 (besloten) Scheidsrechter: Florian Lechner |            |               | 37' Malen 47' (e.d.) Stark 70' Gakpo 76' Lammers | Jarstein (Schwolow '46), Zeefuik (Pekarík '65), Rekik (Maier '46), Torunarigha, Mittelstädt (Plattenhardt '46), Tousart (Leckie '71), Stark, Darida (Dilrosun '71), Lukebakio (Duda '46), Piątek (Redan '65), Cunha (Ngankam '77) | Mvogo, Hendrix (Rigo '88), Teze, Boscagli, Mauro Júnior, Rosario (Sadílek '79), Thomas (Piroe '88), Ihattaren (Gutiérrez '46), Bruma (Lammers '35), Gakpo, Malen |  |
| Stadion: Olympiastadion, Berlijn, Duitsland Toeschouwers: 0 (besloten) Scheidsrechter: Florian Lechner |            |               |                                                  | Jarstein (Schwolow '46), Zeefuik (Pekarík '65), Rekik (Maier '46), Torunarigha, Mittelstädt (Plattenhardt '46), Tousart (Leckie '71), Stark, Darida (Dilrosun '71), Lukebakio (Duda '46), Piątek (Redan '65), Cunha (Ngankam '77) | Mvogo, Hendrix (Rigo '88), Teze, Boscagli, Mauro Júnior, Rosario (Sadílek '79), Thomas (Piroe '88), Ihattaren (Gutiérrez '46), Bruma (Lammers '35), Gakpo, Malen |  |
| Stadion: Olympiastadion, Berlijn, Duitsland Toeschouwers: 0 (besloten) Scheidsrechter: Florian Lechner |            |               |                                                  | Jarstein (Schwolow '46), Zeefuik (Pekarík '65), Rekik (Maier '46), Torunarigha, Mittelstädt (Plattenhardt '46), Tousart (Leckie '71), Stark, Darida (Dilrosun '71), Lukebakio (Duda '46), Piątek (Redan '65), Cunha (Ngankam '77) | Mvogo, Hendrix (Rigo '88), Teze, Boscagli, Mauro Júnior, Rosario (Sadílek '79), Thomas (Piroe '88), Ihattaren (Gutiérrez '46), Bruma (Lammers '35), Gakpo, Malen |  |
| |            |               |                                                  | | |  |

| 3 september 2020, 15:00 uur                                                                       | PSV           | 1 – 1 (1 – 0) | Viktoria Köln | Opstelling PSV | Opstelling Viktoria Köln |  |
| Stadion: PSV Campus De Herdgang, Eindhoven Toeschouwers: 0 (besloten) Scheidsrechter: Stan Teuben | Viergever 43' |               | 46' Risse     | Unnerstall (Zoet '46), Hendrix, Baumgartl, Viergever (Boscagli '46), Max, Thomas, Rosario (Piroe '46), Gutiérrez, Mauro Júnior, Malen, Madueke (Lammers '46) | Mielitz, Holthaus (Stellwagen '65), Hajrović, Rossmann (Lanius '46), Koronkiewicz (Gottschling '46), Lorch (Dej '37), Klefisch (May '76), Cueto (Tubluk '66), Holzweiler (Bunjaku '52), Klingenburg (Risse '46), Thiele (Seaton '65) |  |
| Stadion: PSV Campus De Herdgang, Eindhoven Toeschouwers: 0 (besloten) Scheidsrechter: Stan Teuben |               |               |               | Unnerstall (Zoet '46), Hendrix, Baumgartl, Viergever (Boscagli '46), Max, Thomas, Rosario (Piroe '46), Gutiérrez, Mauro Júnior, Malen, Madueke (Lammers '46) | Mielitz, Holthaus (Stellwagen '65), Hajrović, Rossmann (Lanius '46), Koronkiewicz (Gottschling '46), Lorch (Dej '37), Klefisch (May '76), Cueto (Tubluk '66), Holzweiler (Bunjaku '52), Klingenburg (Risse '46), Thiele (Seaton '65) |  |
| Stadion: PSV Campus De Herdgang, Eindhoven Toeschouwers: 0 (besloten) Scheidsrechter: Stan Teuben |               |               |               | Unnerstall (Zoet '46), Hendrix, Baumgartl, Viergever (Boscagli '46), Max, Thomas, Rosario (Piroe '46), Gutiérrez, Mauro Júnior, Malen, Madueke (Lammers '46) | Mielitz, Holthaus (Stellwagen '65), Hajrović, Rossmann (Lanius '46), Koronkiewicz (Gottschling '46), Lorch (Dej '37), Klefisch (May '76), Cueto (Tubluk '66), Holzweiler (Bunjaku '52), Klingenburg (Risse '46), Thiele (Seaton '65) |  |
|                                                                                                   |               |               |               | | |  |

## Eredivisie

### Wedstrijden

#### September
| Speelronde 1: 13 september 2020, 16:45 uur                                                                                               | FC Groningen | 1 – 3 (0 – 1) | PSV                      | Opstelling FC Groningen | Opstelling PSV |  |
| Stadion: Hitachi Capital Mobility Stadion, Groningen Toeschouwers: 6.049 Scheidsrechter: Serdar Gözübüyük Video-assistent: Dennis Higler | Suslov 53'   |               | 34', 87' Gakpo 57' Malen | Padt , Dankerlui , Dammers , Itakura, Van Hintum (Poll '83), Robben (Suslov '30), Matusiwa ( 30'), Lundqvist (Postema '81), Van Kaam (El Messaoudi '83), Hankouri (Joosten '83), Strand Larsen | Mvogo, Dumfries , Teze , Boscagli, Max (Viergever '90), Mauro Júnior (Ihattaren '71), Rosario, Thomas (Hendrix '51), Gakpo, Malen (Bruma '90), Lammers (Madueke '51) |  |
| Stadion: Hitachi Capital Mobility Stadion, Groningen Toeschouwers: 6.049 Scheidsrechter: Serdar Gözübüyük Video-assistent: Dennis Higler |              |               |                          | Padt , Dankerlui , Dammers , Itakura, Van Hintum (Poll '83), Robben (Suslov '30), Matusiwa ( 30'), Lundqvist (Postema '81), Van Kaam (El Messaoudi '83), Hankouri (Joosten '83), Strand Larsen | Mvogo, Dumfries , Teze , Boscagli, Max (Viergever '90), Mauro Júnior (Ihattaren '71), Rosario, Thomas (Hendrix '51), Gakpo, Malen (Bruma '90), Lammers (Madueke '51) |  |
| Stadion: Hitachi Capital Mobility Stadion, Groningen Toeschouwers: 6.049 Scheidsrechter: Serdar Gözübüyük Video-assistent: Dennis Higler |              |               |                          | Padt , Dankerlui , Dammers , Itakura, Van Hintum (Poll '83), Robben (Suslov '30), Matusiwa ( 30'), Lundqvist (Postema '81), Van Kaam (El Messaoudi '83), Hankouri (Joosten '83), Strand Larsen | Mvogo, Dumfries , Teze , Boscagli, Max (Viergever '90), Mauro Júnior (Ihattaren '71), Rosario, Thomas (Hendrix '51), Gakpo, Malen (Bruma '90), Lammers (Madueke '51) |  |
| |              |               |                          | | |  |

| Speelronde 2: 19 september 2020, 20:00 uur                                                                                    | PSV                      | 2 – 1 (1 – 0) | FC Emmen         | Opstelling PSV | Opstelling FC Emmen |  |
| Stadion: Philips Stadion, Eindhoven Toeschouwers: 8.000 Scheidsrechter: Martin van den Kerkhof Video-assistent: Siemen Mulder | Madueke 21' Romero 90+4' |               | 83' (e.d.) Mvogo | Mvogo, Dumfries , Teze, Boscagli, Max, Ihattaren (Bruma '62), Thomas, Rosario, Gakpo (Romero '89), Madueke (Mauro Júnior '61), Malen | Telgenkamp, Bijl , Veendorp, Araujo (Granečný '82), Cavlan (Bakker '81), Chacón, Peña (Payne '89), Tibbling, Laursen , Kolar (Jansen '81 ( 83'), De Vos (Caciano '80) |  |
| Stadion: Philips Stadion, Eindhoven Toeschouwers: 8.000 Scheidsrechter: Martin van den Kerkhof Video-assistent: Siemen Mulder |                          |               |                  | Mvogo, Dumfries , Teze, Boscagli, Max, Ihattaren (Bruma '62), Thomas, Rosario, Gakpo (Romero '89), Madueke (Mauro Júnior '61), Malen | Telgenkamp, Bijl , Veendorp, Araujo (Granečný '82), Cavlan (Bakker '81), Chacón, Peña (Payne '89), Tibbling, Laursen , Kolar (Jansen '81 ( 83'), De Vos (Caciano '80) |  |
| Stadion: Philips Stadion, Eindhoven Toeschouwers: 8.000 Scheidsrechter: Martin van den Kerkhof Video-assistent: Siemen Mulder |                          |               |                  | Mvogo, Dumfries , Teze, Boscagli, Max, Ihattaren (Bruma '62), Thomas, Rosario, Gakpo (Romero '89), Madueke (Mauro Júnior '61), Malen | Telgenkamp, Bijl , Veendorp, Araujo (Granečný '82), Cavlan (Bakker '81), Chacón, Peña (Payne '89), Tibbling, Laursen , Kolar (Jansen '81 ( 83'), De Vos (Caciano '80) |  |
| |                          |               |                  | | |  |

| Speelronde 3: 27 september 2020, 16:45 uur                                                                      | Heracles Almelo  | 1 – 1 (1 – 0) | PSV            | Opstelling Heracles Almelo | Opstelling PSV |  |
| Stadion: Erve Asito, Almelo Toeschouwers: 3.083 Scheidsrechter: Jochem Kamphuis Video-assistent: Christiaan Bax | Vloet 31' (pen.) |               | 51' (pen.) Max | Brouwer, Breukers (Schoofs '79), Rente, Pröpper , Knoester, Hardeveld , Kiomourtzoglou , Vloet, Bijleveld , Bakış (Van der Water '58), Szöke (Burgzorg '58) | Mvogo, Dumfries , Teze, Viergever, Max, Bruma , Rosario , Sadílek (Thomas '46), Mauro Júnior (Madueke '46), Ihattaren (Malen '46), Gakpo (Boscagli '78) |  |
| Stadion: Erve Asito, Almelo Toeschouwers: 3.083 Scheidsrechter: Jochem Kamphuis Video-assistent: Christiaan Bax |                  |               |                | Brouwer, Breukers (Schoofs '79), Rente, Pröpper , Knoester, Hardeveld , Kiomourtzoglou , Vloet, Bijleveld , Bakış (Van der Water '58), Szöke (Burgzorg '58) | Mvogo, Dumfries , Teze, Viergever, Max, Bruma , Rosario , Sadílek (Thomas '46), Mauro Júnior (Madueke '46), Ihattaren (Malen '46), Gakpo (Boscagli '78) |  |
| Stadion: Erve Asito, Almelo Toeschouwers: 3.083 Scheidsrechter: Jochem Kamphuis Video-assistent: Christiaan Bax |                  |               |                | Brouwer, Breukers (Schoofs '79), Rente, Pröpper , Knoester, Hardeveld , Kiomourtzoglou , Vloet, Bijleveld , Bakış (Van der Water '58), Szöke (Burgzorg '58) | Mvogo, Dumfries , Teze, Viergever, Max, Bruma , Rosario , Sadílek (Thomas '46), Mauro Júnior (Madueke '46), Ihattaren (Malen '46), Gakpo (Boscagli '78) |  |
| |                  |               |                | | |  |

#### Oktober
| Speelronde 4: 4 oktober 2020, 16:45 uur                                                                                  | PSV                  | 2 – 0 (1 – 0) | Fortuna Sittard | Opstelling PSV | Opstelling Fortuna Sittard |  |
| Stadion: Philips Stadion, Eindhoven Toeschouwers: 0 Scheidsrechter: Jeroen Manschot Video-assistent: Sander van der Eijk | Malen 5' Madueke 85' |               |                 | Mvogo, Dumfries , Teze, Boscagli, Viergever, Mauro Júnior (Hendrix '62), Thomas (Piroe '90+4), Rosario, Gakpo, Zahavi (Madueke '62), Malen (Sadílek '90+1) | Koșelev, Rota (Niňaj '88), Angha, Janssen, Cox (Dianessy '87), Tekie, Smeets (Sambou '74), Seuntjens , Flemming, Polter, Semedo (Hansson '71) |  |
| Stadion: Philips Stadion, Eindhoven Toeschouwers: 0 Scheidsrechter: Jeroen Manschot Video-assistent: Sander van der Eijk |                      |               |                 | Mvogo, Dumfries , Teze, Boscagli, Viergever, Mauro Júnior (Hendrix '62), Thomas (Piroe '90+4), Rosario, Gakpo, Zahavi (Madueke '62), Malen (Sadílek '90+1) | Koșelev, Rota (Niňaj '88), Angha, Janssen, Cox (Dianessy '87), Tekie, Smeets (Sambou '74), Seuntjens , Flemming, Polter, Semedo (Hansson '71) |  |
| Stadion: Philips Stadion, Eindhoven Toeschouwers: 0 Scheidsrechter: Jeroen Manschot Video-assistent: Sander van der Eijk |                      |               |                 | Mvogo, Dumfries , Teze, Boscagli, Viergever, Mauro Júnior (Hendrix '62), Thomas (Piroe '90+4), Rosario, Gakpo, Zahavi (Madueke '62), Malen (Sadílek '90+1) | Koșelev, Rota (Niňaj '88), Angha, Janssen, Cox (Dianessy '87), Tekie, Smeets (Sambou '74), Seuntjens , Flemming, Polter, Semedo (Hansson '71) |  |
| |                      |               |                 | | |  |

| Speelronde 5: 18 oktober 2020, 16:45 uur                                                                                 | PEC Zwolle | 0 – 3 (0 – 3) | PSV                          | Opstelling PEC Zwolle | Opstelling PSV |  |
| Stadion: MAC³PARK stadion, Zwolle Toeschouwers: 0 Scheidsrechter: Danny Makkelie Video-assistent: Martin van den Kerkhof |            |               | 9' Götze 18' Gakpo 39' Malen | Zetterer, Van Wermeskerken, Kersten, Van Polen , Bajselmani (Saymak '46), Huiberts (Reijnders '73), Nakayama, Drost, Leemans (Van Duinen '63), Ghoochannejhad, Pherai | Mvogo, Dumfries , Baumgartl, Boscagli, Max, Götze (Ihattaren '67), Sangaré (Fein '87), Rosario (Hendrix '90+1), Gakpo, Mauro Júnior (Madueke '67), Malen (Piroe '90) |  |
| Stadion: MAC³PARK stadion, Zwolle Toeschouwers: 0 Scheidsrechter: Danny Makkelie Video-assistent: Martin van den Kerkhof |            |               |                              | Zetterer, Van Wermeskerken, Kersten, Van Polen , Bajselmani (Saymak '46), Huiberts (Reijnders '73), Nakayama, Drost, Leemans (Van Duinen '63), Ghoochannejhad, Pherai | Mvogo, Dumfries , Baumgartl, Boscagli, Max, Götze (Ihattaren '67), Sangaré (Fein '87), Rosario (Hendrix '90+1), Gakpo, Mauro Júnior (Madueke '67), Malen (Piroe '90) |  |
| Stadion: MAC³PARK stadion, Zwolle Toeschouwers: 0 Scheidsrechter: Danny Makkelie Video-assistent: Martin van den Kerkhof |            |               |                              | Zetterer, Van Wermeskerken, Kersten, Van Polen , Bajselmani (Saymak '46), Huiberts (Reijnders '73), Nakayama, Drost, Leemans (Van Duinen '63), Ghoochannejhad, Pherai | Mvogo, Dumfries , Baumgartl, Boscagli, Max, Götze (Ihattaren '67), Sangaré (Fein '87), Rosario (Hendrix '90+1), Gakpo, Mauro Júnior (Madueke '67), Malen (Piroe '90) |  |
| |            |               |                              | | |  |

| Speelronde 6: 25 oktober 2020, 14:30 uur                                                               | Vitesse                 | 2 – 1 (1 – 0) | PSV          | Opstelling Vitesse | Opstelling PSV |  |
| Stadion: GelreDome, Arnhem Toeschouwers: 0 Scheidsrechter: Bas Nijhuis Video-assistent: Danny Makkelie | Rasmussen 9' Openda 54' |               | 50' Boscagli | Pasveer, Dasa , Rasmussen, Bazoer, Doekhi, Wittek (Cornelisse '81), Tronstad , Huisman (Hájek '60), Touré, Openda (Buitink '74 ), Broja (Darfalou '81) | Mvogo, Mauro Júnior, Teze, Boscagli, Max, Thomas (Malen '62), Sangaré, Ihattaren, Hendrix , Madueke (Fein '87), Zahavi |  |
| Stadion: GelreDome, Arnhem Toeschouwers: 0 Scheidsrechter: Bas Nijhuis Video-assistent: Danny Makkelie |                         |               |              | Pasveer, Dasa , Rasmussen, Bazoer, Doekhi, Wittek (Cornelisse '81), Tronstad , Huisman (Hájek '60), Touré, Openda (Buitink '74 ), Broja (Darfalou '81) | Mvogo, Mauro Júnior, Teze, Boscagli, Max, Thomas (Malen '62), Sangaré, Ihattaren, Hendrix , Madueke (Fein '87), Zahavi |  |
| Stadion: GelreDome, Arnhem Toeschouwers: 0 Scheidsrechter: Bas Nijhuis Video-assistent: Danny Makkelie |                         |               |              | Pasveer, Dasa , Rasmussen, Bazoer, Doekhi, Wittek (Cornelisse '81), Tronstad , Huisman (Hájek '60), Touré, Openda (Buitink '74 ), Broja (Darfalou '81) | Mvogo, Mauro Júnior, Teze, Boscagli, Max, Thomas (Malen '62), Sangaré, Ihattaren, Hendrix , Madueke (Fein '87), Zahavi |  |
| |                         |               |              | | |  |

#### November
| Speelronde 7: 1 november 2020, 16:45 uur                                                                                  | PSV                                             | 4 – 0 (1 – 0) | ADO Den Haag | Opstelling PSV | Opstelling ADO Den Haag |  |
| Stadion: Philips Stadion, Eindhoven Toeschouwers: 0 Scheidsrechter: Jochem Kamphuis Video-assistent: Jannick van der Laan | Zahavi 16' (pen.) Madueke 51', 90+2' Thomas 84' |               |              | Mvogo, Thomas (Felipe '86), Teze , Boscagli, Mauro Júnior (Ledezma '74), Götze (Saibari '88), Sangaré, Fein, Ihattaren (Max '46), Zahavi ( 46'), Malen (Madueke '46) | Koopmans, Rațiu (Pascu '45), Van Ewijk, Del Fabro, Pinas ( 60'), Faye (Ould-Chikh '77), Rigo, Goossens (Elmkies '77), Bourard (Arweiler '60), Philipp, Kramer (Karelis '60 ) |  |
| Stadion: Philips Stadion, Eindhoven Toeschouwers: 0 Scheidsrechter: Jochem Kamphuis Video-assistent: Jannick van der Laan |                                                 |               |              | Mvogo, Thomas (Felipe '86), Teze , Boscagli, Mauro Júnior (Ledezma '74), Götze (Saibari '88), Sangaré, Fein, Ihattaren (Max '46), Zahavi ( 46'), Malen (Madueke '46) | Koopmans, Rațiu (Pascu '45), Van Ewijk, Del Fabro, Pinas ( 60'), Faye (Ould-Chikh '77), Rigo, Goossens (Elmkies '77), Bourard (Arweiler '60), Philipp, Kramer (Karelis '60 ) |  |
| Stadion: Philips Stadion, Eindhoven Toeschouwers: 0 Scheidsrechter: Jochem Kamphuis Video-assistent: Jannick van der Laan |                                                 |               |              | Mvogo, Thomas (Felipe '86), Teze , Boscagli, Mauro Júnior (Ledezma '74), Götze (Saibari '88), Sangaré, Fein, Ihattaren (Max '46), Zahavi ( 46'), Malen (Madueke '46) | Koopmans, Rațiu (Pascu '45), Van Ewijk, Del Fabro, Pinas ( 60'), Faye (Ould-Chikh '77), Rigo, Goossens (Elmkies '77), Bourard (Arweiler '60), Philipp, Kramer (Karelis '60 ) |  |
| |                                                 |               |              | | |  |

| Speelronde 8: 8 november 2020, 20:00 uur                                                                             | PSV                         | 3 – 0 (2 – 0) | Willem II | Opstelling PSV | Opstelling Willem II |  |
| Stadion: Philips Stadion, Eindhoven Toeschouwers: 0 Scheidsrechter: Allard Lindhout Video-assistent: Laurens Gerrets | Max 14' Götze 22' Malen 82' |               |           | Mvogo, Dumfries , Teze, Boscagli, Max, Götze (Mauro Júnior '74), Sangaré (Kjølø '88), Rosario (Fein '74), Gakpo (Madueke '64), Zahavi, Malen | Brondeel, Owusu, Holmén, Peters , Köhn '63, Llonch, Trésor (Romeny '46), Van der Heijden (Sağlam '46), Nunnely, Pavlidis (Nelom '83), Köhlert |  |
| Stadion: Philips Stadion, Eindhoven Toeschouwers: 0 Scheidsrechter: Allard Lindhout Video-assistent: Laurens Gerrets |                             |               |           | Mvogo, Dumfries , Teze, Boscagli, Max, Götze (Mauro Júnior '74), Sangaré (Kjølø '88), Rosario (Fein '74), Gakpo (Madueke '64), Zahavi, Malen | Brondeel, Owusu, Holmén, Peters , Köhn '63, Llonch, Trésor (Romeny '46), Van der Heijden (Sağlam '46), Nunnely, Pavlidis (Nelom '83), Köhlert |  |
| Stadion: Philips Stadion, Eindhoven Toeschouwers: 0 Scheidsrechter: Allard Lindhout Video-assistent: Laurens Gerrets |                             |               |           | Mvogo, Dumfries , Teze, Boscagli, Max, Götze (Mauro Júnior '74), Sangaré (Kjølø '88), Rosario (Fein '74), Gakpo (Madueke '64), Zahavi, Malen | Brondeel, Owusu, Holmén, Peters , Köhn '63, Llonch, Trésor (Romeny '46), Van der Heijden (Sağlam '46), Nunnely, Pavlidis (Nelom '83), Köhlert |  |
| |                             |               |           | | |  |

| Speelronde 9: 22 november 2020, 16:45 uur                                                                            | FC Twente         | 1 – 1 (0 – 1) | PSV      | Opstelling FC Twente | Opstelling PSV |  |
| Stadion: De Grolsch Veste, Enschede Toeschouwers: 0 Scheidsrechter: Pol van Boekel Video-assistent: Serdar Gözübüyük | Danilo 63' (pen.) |               | 8' Malen | Drommel, Ebuehi, Pleguezuelo , Pierie, Oosterwolde (Smal '45+1), Brama , Zerrouki (Selahi '84), Bosch (Ilić '77), Černý, Danilo, Dervişoğlu (Van Leeuwen '77) | Mvogo, Dumfries , Teze, Boscagli, Max, Gakpo , Sangaré, Rosario, Madueke (Mauro Júnior '66), Malen, Zahavi (Ihattaren '69) |  |
| Stadion: De Grolsch Veste, Enschede Toeschouwers: 0 Scheidsrechter: Pol van Boekel Video-assistent: Serdar Gözübüyük |                   |               |          | Drommel, Ebuehi, Pleguezuelo , Pierie, Oosterwolde (Smal '45+1), Brama , Zerrouki (Selahi '84), Bosch (Ilić '77), Černý, Danilo, Dervişoğlu (Van Leeuwen '77) | Mvogo, Dumfries , Teze, Boscagli, Max, Gakpo , Sangaré, Rosario, Madueke (Mauro Júnior '66), Malen, Zahavi (Ihattaren '69) |  |
| Stadion: De Grolsch Veste, Enschede Toeschouwers: 0 Scheidsrechter: Pol van Boekel Video-assistent: Serdar Gözübüyük |                   |               |          | Drommel, Ebuehi, Pleguezuelo , Pierie, Oosterwolde (Smal '45+1), Brama , Zerrouki (Selahi '84), Bosch (Ilić '77), Černý, Danilo, Dervişoğlu (Van Leeuwen '77) | Mvogo, Dumfries , Teze, Boscagli, Max, Gakpo , Sangaré, Rosario, Madueke (Mauro Júnior '66), Malen, Zahavi (Ihattaren '69) |  |
| |                   |               |          | | |  |

| Speelronde 10: 29 november 2020, 20:00 uur                                                                           | PSV       | 1 – 0 (0 – 0) | Sparta Rotterdam | Opstelling PSV | Opstelling Sparta Rotterdam |  |
| Stadion: Philips Stadion, Eindhoven Toeschouwers: 0 Scheidsrechter: Jeroen Manschot Video-assistent: Allard Lindhout | Malen 78' |               |                  | Unnerstall, Teze (Dumfries '79), Baumgartl, Viergever, Hendrix, Götze (Gakpo '64), Rosario (Sangaré '70), Fein, Ledezma (Madueke '64), Mauro Júnior, Zahavi (Malen '64 ( 70')) | Okoye, Abels, Vriends, Heylen, Pinto, Mijnans (Meijers '79 ), Auassar , Smeets (Engels '63 ), Harroui (Gravenberch '83), D. Duarte (Fortes '80), Thy (Kharchouch '63) |  |
| Stadion: Philips Stadion, Eindhoven Toeschouwers: 0 Scheidsrechter: Jeroen Manschot Video-assistent: Allard Lindhout |           |               |                  | Unnerstall, Teze (Dumfries '79), Baumgartl, Viergever, Hendrix, Götze (Gakpo '64), Rosario (Sangaré '70), Fein, Ledezma (Madueke '64), Mauro Júnior, Zahavi (Malen '64 ( 70')) | Okoye, Abels, Vriends, Heylen, Pinto, Mijnans (Meijers '79 ), Auassar , Smeets (Engels '63 ), Harroui (Gravenberch '83), D. Duarte (Fortes '80), Thy (Kharchouch '63) |  |
| Stadion: Philips Stadion, Eindhoven Toeschouwers: 0 Scheidsrechter: Jeroen Manschot Video-assistent: Allard Lindhout |           |               |                  | Unnerstall, Teze (Dumfries '79), Baumgartl, Viergever, Hendrix, Götze (Gakpo '64), Rosario (Sangaré '70), Fein, Ledezma (Madueke '64), Mauro Júnior, Zahavi (Malen '64 ( 70')) | Okoye, Abels, Vriends, Heylen, Pinto, Mijnans (Meijers '79 ), Auassar , Smeets (Engels '63 ), Harroui (Gravenberch '83), D. Duarte (Fortes '80), Thy (Kharchouch '63) |  |
| |           |               |                  | | |  |

#### December
| Speelronde 11: 6 december 2020, 16:45 uur                                                                           | sc Heerenveen                 | 2 – 2 (0 – 1) | PSV                   | Opstelling sc Heerenveen | Opstelling PSV |  |
| Stadion: Abe Lenstra Stadion, Heerenveen Toeschouwers: 0 Scheidsrechter: Bas Nijhuis Video-assistent: Rob Dieperink | H. Veerman 69' Van Bergen 78' |               | 28' Götze 90+2' Piroe | Mulder, Floranus, Van Hecke, Bochniewicz, Woudenberg, Kongolo, Dewaele (Hajal '58), J. Veerman, Nygren (Llanez '71), H. Veerman , Van Bergen | Mvogo, Dumfries , Teze, Boscagli, Max (Fein '68), Rosario , Götze (Ledezma '78), Sangaré, Ihattaren (Hendrix '58), Malen (Piroe '78), Gakpo (Madueke '68) |  |
| Stadion: Abe Lenstra Stadion, Heerenveen Toeschouwers: 0 Scheidsrechter: Bas Nijhuis Video-assistent: Rob Dieperink |                               |               |                       | Mulder, Floranus, Van Hecke, Bochniewicz, Woudenberg, Kongolo, Dewaele (Hajal '58), J. Veerman, Nygren (Llanez '71), H. Veerman , Van Bergen | Mvogo, Dumfries , Teze, Boscagli, Max (Fein '68), Rosario , Götze (Ledezma '78), Sangaré, Ihattaren (Hendrix '58), Malen (Piroe '78), Gakpo (Madueke '68) |  |
| Stadion: Abe Lenstra Stadion, Heerenveen Toeschouwers: 0 Scheidsrechter: Bas Nijhuis Video-assistent: Rob Dieperink |                               |               |                       | Mulder, Floranus, Van Hecke, Bochniewicz, Woudenberg, Kongolo, Dewaele (Hajal '58), J. Veerman, Nygren (Llanez '71), H. Veerman , Van Bergen | Mvogo, Dumfries , Teze, Boscagli, Max (Fein '68), Rosario , Götze (Ledezma '78), Sangaré, Ihattaren (Hendrix '58), Malen (Piroe '78), Gakpo (Madueke '68) |  |
| |                               |               |                       | | |  |

| Speelronde 12: 13 december 2020, 16:45 uur                                                                       | PSV                     | 2 – 1 (2 – 0) | FC Utrecht | Opstelling PSV | Opstelling FC Utrecht |  |
| Stadion: Philips Stadion, Eindhoven Toeschouwers: 0 Scheidsrechter: Serdar Gözübüyük Video-assistent: Edgar Bijl | Malen 30' Ihattaren 36' |               | 71' Mahi   | Mvogo, Dumfries , Teze, Boscagli, Max (Viergever '79), Götze (Hendrix '55), Sangaré, Rosario, Ihattaren (Vertessen '67), Malen (Piroe '78), Gakpo | Paes, Van der Maarel ( 63'), Bergström (Boussaid '83), Hoogma , Warmerdam, Ramselaar, Van Overeem, Van de Streek, Gustafson (Sylla '63), Kerk, Elia (Mahi '63) |  |
| Stadion: Philips Stadion, Eindhoven Toeschouwers: 0 Scheidsrechter: Serdar Gözübüyük Video-assistent: Edgar Bijl |                         |               |            | Mvogo, Dumfries , Teze, Boscagli, Max (Viergever '79), Götze (Hendrix '55), Sangaré, Rosario, Ihattaren (Vertessen '67), Malen (Piroe '78), Gakpo | Paes, Van der Maarel ( 63'), Bergström (Boussaid '83), Hoogma , Warmerdam, Ramselaar, Van Overeem, Van de Streek, Gustafson (Sylla '63), Kerk, Elia (Mahi '63) |  |
| Stadion: Philips Stadion, Eindhoven Toeschouwers: 0 Scheidsrechter: Serdar Gözübüyük Video-assistent: Edgar Bijl |                         |               |            | Mvogo, Dumfries , Teze, Boscagli, Max (Viergever '79), Götze (Hendrix '55), Sangaré, Rosario, Ihattaren (Vertessen '67), Malen (Piroe '78), Gakpo | Paes, Van der Maarel ( 63'), Bergström (Boussaid '83), Hoogma , Warmerdam, Ramselaar, Van Overeem, Van de Streek, Gustafson (Sylla '63), Kerk, Elia (Mahi '63) |  |
| |                         |               |            | | |  |

| Speelronde 13: 19 december 2020, 20:00 uur                                                                         | RKC Waalwijk | 1 – 4 (0 – 2) | PSV                                                       | Opstelling RKC Waalwijk | Opstelling PSV |  |
| Stadion: Mandemakers Stadion, Waalwijk Toeschouwers: 0 Scheidsrechter: Kevin Blom Video-assistent: Allard Lindhout | Stokkers 86' |               | 11' Gakpo 14' Ihattaren 71' (pen.) Dumfries 90+5' Madueke | Lamprou, Bakari (Gaari '72), Meulensteen, Touba, Quasten (Lutonda '61), Anita (Azhil '61), Van der Venne (Sow '72), Tahiri , Ngonge , Stokkers, John (Daneels '4) | Mvogo, Dumfries , Teze, Boscagli, Max (Oppegård '90+4), Götze (Fein '89), Sangaré (Hendrix '89), Rosario , Ihattaren, Gakpo (Madueke '67), Malen (Piroe '67) |  |
| Stadion: Mandemakers Stadion, Waalwijk Toeschouwers: 0 Scheidsrechter: Kevin Blom Video-assistent: Allard Lindhout |              |               |                                                           | Lamprou, Bakari (Gaari '72), Meulensteen, Touba, Quasten (Lutonda '61), Anita (Azhil '61), Van der Venne (Sow '72), Tahiri , Ngonge , Stokkers, John (Daneels '4) | Mvogo, Dumfries , Teze, Boscagli, Max (Oppegård '90+4), Götze (Fein '89), Sangaré (Hendrix '89), Rosario , Ihattaren, Gakpo (Madueke '67), Malen (Piroe '67) |  |
| Stadion: Mandemakers Stadion, Waalwijk Toeschouwers: 0 Scheidsrechter: Kevin Blom Video-assistent: Allard Lindhout |              |               |                                                           | Lamprou, Bakari (Gaari '72), Meulensteen, Touba, Quasten (Lutonda '61), Anita (Azhil '61), Van der Venne (Sow '72), Tahiri , Ngonge , Stokkers, John (Daneels '4) | Mvogo, Dumfries , Teze, Boscagli, Max (Oppegård '90+4), Götze (Fein '89), Sangaré (Hendrix '89), Rosario , Ihattaren, Gakpo (Madueke '67), Malen (Piroe '67) |  |
| |              |               |                                                           | | |  |

| Speelronde 14: 22 december 2020, 20:00 uur                                                                           | PSV                                              | 4 – 1 (1 – 1) | VVV-Venlo | Opstelling PSV                                                                                                   | Opstelling VVV-Venlo |  |
| Stadion: Philips Stadion, Eindhoven Toeschouwers: 0 Scheidsrechter: Sander van der Eijk Video-assistent: Bas Nijhuis | Max 35' (pen.) Boscagli 49' Gakpo 58' Fein 90+2' |               | 22' Arias | Mvogo, Dumfries , Teze, Boscagli, Max (Fein '81), Madueke, Sangaré, Hendrix, Götze, Gakpo, Ihattaren (Piroe '56) | Kirschbaum, Pachonik, Schäfer, Kum, Schmitz (Hupperts '76), Linthorst (John '76), V. van Crooij, Post , Hunte (Dekker '71), Giakoumakis, Arias |  |
| Stadion: Philips Stadion, Eindhoven Toeschouwers: 0 Scheidsrechter: Sander van der Eijk Video-assistent: Bas Nijhuis |                                                  |               |           | Mvogo, Dumfries , Teze, Boscagli, Max (Fein '81), Madueke, Sangaré, Hendrix, Götze, Gakpo, Ihattaren (Piroe '56) | Kirschbaum, Pachonik, Schäfer, Kum, Schmitz (Hupperts '76), Linthorst (John '76), V. van Crooij, Post , Hunte (Dekker '71), Giakoumakis, Arias |  |
| Stadion: Philips Stadion, Eindhoven Toeschouwers: 0 Scheidsrechter: Sander van der Eijk Video-assistent: Bas Nijhuis |                                                  |               |           | Mvogo, Dumfries , Teze, Boscagli, Max (Fein '81), Madueke, Sangaré, Hendrix, Götze, Gakpo, Ihattaren (Piroe '56) | Kirschbaum, Pachonik, Schäfer, Kum, Schmitz (Hupperts '76), Linthorst (John '76), V. van Crooij, Post , Hunte (Dekker '71), Giakoumakis, Arias |  |
| |                                                  |               |           | | |  |

#### Januari
| Speelronde 15: 10 januari 2021, 16:45 uur                                                                             | Ajax                  | 2 – 2 (1 – 2) | PSV            | Opstelling Ajax | Opstelling PSV |  |
| Stadion: Johan Cruijff ArenA, Amsterdam Toeschouwers: 0 Scheidsrechter: Björn Kuipers Video-assistent: Pol van Boekel | Promes 40' Antony 65' |               | 2', 21' Zahavi | Onana, Mazraoui (Rensch '79), Schuurs, Blind, Tagliafico, Klaassen , Promes (Kudus '79), Gravenberch, Antony, Labyad (Haller '46), Tadić | Mvogo, Dumfries , Teze, Boscagli, Max, Ihattaren (Gutiérrez '82), Rosario, Sangaré, Gakpo (Thomas '68), Malen (Mauro Júnior '76), Zahavi (Madueke '82) |  |
| Stadion: Johan Cruijff ArenA, Amsterdam Toeschouwers: 0 Scheidsrechter: Björn Kuipers Video-assistent: Pol van Boekel |                       |               |                | Onana, Mazraoui (Rensch '79), Schuurs, Blind, Tagliafico, Klaassen , Promes (Kudus '79), Gravenberch, Antony, Labyad (Haller '46), Tadić | Mvogo, Dumfries , Teze, Boscagli, Max, Ihattaren (Gutiérrez '82), Rosario, Sangaré, Gakpo (Thomas '68), Malen (Mauro Júnior '76), Zahavi (Madueke '82) |  |
| Stadion: Johan Cruijff ArenA, Amsterdam Toeschouwers: 0 Scheidsrechter: Björn Kuipers Video-assistent: Pol van Boekel |                       |               |                | Onana, Mazraoui (Rensch '79), Schuurs, Blind, Tagliafico, Klaassen , Promes (Kudus '79), Gravenberch, Antony, Labyad (Haller '46), Tadić | Mvogo, Dumfries , Teze, Boscagli, Max, Ihattaren (Gutiérrez '82), Rosario, Sangaré, Gakpo (Thomas '68), Malen (Mauro Júnior '76), Zahavi (Madueke '82) |  |
| |                       |               |                | | |  |

| Speelronde 16: 13 januari 2021, 18:45 uur                                                                             | PSV     | 1 – 3 (0 – 2) | AZ                                        | Opstelling PSV | Opstelling AZ |  |
| Stadion: Philips Stadion, Eindhoven Toeschouwers: 0 Scheidsrechter: Serdar Gözübüyük Video-assistent: Jeroen Manschot | Max 59' |               | 31' (pen.), 39' T. Koopmeiners 90' Stengs | Mvogo, Dumfries , Teze, Boscagli, Max, Ihattaren (Van Ginkel '87), Sangaré , Rosario , Thomas (Mauro Júnior '46), Malen (Piroe '87), Zahavi | Bizot, Sugawara, Hatzidiakos , Martins Indi , Wijndal , Midtsjø, T. Koopmeiners , Stengs, Guðmundsson, Boadu (Aboukhlal '83), Karlsson (Reijnders '73) |  |
| Stadion: Philips Stadion, Eindhoven Toeschouwers: 0 Scheidsrechter: Serdar Gözübüyük Video-assistent: Jeroen Manschot |         |               |                                           | Mvogo, Dumfries , Teze, Boscagli, Max, Ihattaren (Van Ginkel '87), Sangaré , Rosario , Thomas (Mauro Júnior '46), Malen (Piroe '87), Zahavi | Bizot, Sugawara, Hatzidiakos , Martins Indi , Wijndal , Midtsjø, T. Koopmeiners , Stengs, Guðmundsson, Boadu (Aboukhlal '83), Karlsson (Reijnders '73) |  |
| Stadion: Philips Stadion, Eindhoven Toeschouwers: 0 Scheidsrechter: Serdar Gözübüyük Video-assistent: Jeroen Manschot |         |               |                                           | Mvogo, Dumfries , Teze, Boscagli, Max, Ihattaren (Van Ginkel '87), Sangaré , Rosario , Thomas (Mauro Júnior '46), Malen (Piroe '87), Zahavi | Bizot, Sugawara, Hatzidiakos , Martins Indi , Wijndal , Midtsjø, T. Koopmeiners , Stengs, Guðmundsson, Boadu (Aboukhlal '83), Karlsson (Reijnders '73) |  |
| |         |               |                                           | | |  |

| Speelronde 17: 16 januari 2021, 18:45 uur                                                                        | Sparta Rotterdam                                | 3 – 5 (1 – 1) | PSV                                                   | Opstelling Sparta Rotterdam | Opstelling PSV |  |
| Stadion: Het Kasteel, Rotterdam Toeschouwers: 0 Scheidsrechter: Bas Nijhuis Video-assistent: Sander van der Eijk | Smeets 4' Gravenberch 75' Kharchouch 87' (pen.) |               | 24' Mauro Júnior 47', 90+3' Malen 49' Madueke 71' Max | Okoye, Fortes, Beugelsdijk , Heylen, Meijers (Pinto '62), Mijnans (Abels '62), Burger, Smeets (Engels '32), Auassar , D. Duarte (Kharchouch '62), Thy (Gravenberch '73) | Mvogo, Teze, Baumgartl, Boscagli, Max, Mauro Júnior (Dumfries '64 ( 78')), Rosario , Sangaré, Ihattaren (Thomas '81), Madueke (Zahavi '81), Gakpo (Malen '43) |  |
| Stadion: Het Kasteel, Rotterdam Toeschouwers: 0 Scheidsrechter: Bas Nijhuis Video-assistent: Sander van der Eijk |                                                 |               |                                                       | Okoye, Fortes, Beugelsdijk , Heylen, Meijers (Pinto '62), Mijnans (Abels '62), Burger, Smeets (Engels '32), Auassar , D. Duarte (Kharchouch '62), Thy (Gravenberch '73) | Mvogo, Teze, Baumgartl, Boscagli, Max, Mauro Júnior (Dumfries '64 ( 78')), Rosario , Sangaré, Ihattaren (Thomas '81), Madueke (Zahavi '81), Gakpo (Malen '43) |  |
| Stadion: Het Kasteel, Rotterdam Toeschouwers: 0 Scheidsrechter: Bas Nijhuis Video-assistent: Sander van der Eijk |                                                 |               |                                                       | Okoye, Fortes, Beugelsdijk , Heylen, Meijers (Pinto '62), Mijnans (Abels '62), Burger, Smeets (Engels '32), Auassar , D. Duarte (Kharchouch '62), Thy (Gravenberch '73) | Mvogo, Teze, Baumgartl, Boscagli, Max, Mauro Júnior (Dumfries '64 ( 78')), Rosario , Sangaré, Ihattaren (Thomas '81), Madueke (Zahavi '81), Gakpo (Malen '43) |  |
| |                                                 |               |                                                       | | |  |

| Speelronde 18: 23 januari 2021, 20:00 uur                                                                        | PSV                      | 2 – 0 (1 – 0) | RKC Waalwijk | Opstelling PSV | Opstelling RKC Waalwijk |  |
| Stadion: Philips Stadion, Eindhoven Toeschouwers: 0 Scheidsrechter: Danny Makkelie Video-assistent: Clay Ruperti | Zahavi 45+1' Rosario 73' |               |              | Mvogo, Dumfries , Teze, Baumgartl, Boscagli, Madueke (Malen '23), Thomas (Van Ginkel '74), Rosario, Mauro Júnior (Gutiérrez '64 ), Ihattaren (Sangaré '64), Zahavi (Fein '74) | Lamprou, Gaari, Meulensteen , Touba, Lutonda (Wouters '46), Azhil, Oosting (Efmorfidis '61 (Olsak '78)), Tahiri , Sow (Min '71), Stokkers (Damașcan '61), Daneels |  |
| Stadion: Philips Stadion, Eindhoven Toeschouwers: 0 Scheidsrechter: Danny Makkelie Video-assistent: Clay Ruperti |                          |               |              | Mvogo, Dumfries , Teze, Baumgartl, Boscagli, Madueke (Malen '23), Thomas (Van Ginkel '74), Rosario, Mauro Júnior (Gutiérrez '64 ), Ihattaren (Sangaré '64), Zahavi (Fein '74) | Lamprou, Gaari, Meulensteen , Touba, Lutonda (Wouters '46), Azhil, Oosting (Efmorfidis '61 (Olsak '78)), Tahiri , Sow (Min '71), Stokkers (Damașcan '61), Daneels |  |
| Stadion: Philips Stadion, Eindhoven Toeschouwers: 0 Scheidsrechter: Danny Makkelie Video-assistent: Clay Ruperti |                          |               |              | Mvogo, Dumfries , Teze, Baumgartl, Boscagli, Madueke (Malen '23), Thomas (Van Ginkel '74), Rosario, Mauro Júnior (Gutiérrez '64 ), Ihattaren (Sangaré '64), Zahavi (Fein '74) | Lamprou, Gaari, Meulensteen , Touba, Lutonda (Wouters '46), Azhil, Oosting (Efmorfidis '61 (Olsak '78)), Tahiri , Sow (Min '71), Stokkers (Damașcan '61), Daneels |  |
| |                          |               |              | | |  |

| Speelronde 19: 26 januari 2021, 20:00 uur                                                                       | FC Emmen | 0 – 2 (0 – 0) | PSV                         | Opstelling FC Emmen | Opstelling PSV |  |
| Stadion: De Oude Meerdijk, Emmen Toeschouwers: 0 Scheidsrechter: Jeroen Manschot Video-assistent: Siemen Mulder |          |               | 81' Mauro Júnior 88' Zahavi | Telgenkamp, Van Rhijn, Araujo, Bakker, Cavlan, Laursen (Jansen '83), Vlak, Peña, Ben Moussa (Tibbling '73), K. Frei (De Vos '63), De Leeuw | Mvogo, Dumfries , Teze, Boscagli, Max (Baumgartl '73), Fein (Mauro Júnior '77), Rosario, Sangaré, Thomas (Gutiérrez '77), Zahavi (Piroe '90), Malen (Antonisse '90) |  |
| Stadion: De Oude Meerdijk, Emmen Toeschouwers: 0 Scheidsrechter: Jeroen Manschot Video-assistent: Siemen Mulder |          |               |                             | Telgenkamp, Van Rhijn, Araujo, Bakker, Cavlan, Laursen (Jansen '83), Vlak, Peña, Ben Moussa (Tibbling '73), K. Frei (De Vos '63), De Leeuw | Mvogo, Dumfries , Teze, Boscagli, Max (Baumgartl '73), Fein (Mauro Júnior '77), Rosario, Sangaré, Thomas (Gutiérrez '77), Zahavi (Piroe '90), Malen (Antonisse '90) |  |
| Stadion: De Oude Meerdijk, Emmen Toeschouwers: 0 Scheidsrechter: Jeroen Manschot Video-assistent: Siemen Mulder |          |               |                             | Telgenkamp, Van Rhijn, Araujo, Bakker, Cavlan, Laursen (Jansen '83), Vlak, Peña, Ben Moussa (Tibbling '73), K. Frei (De Vos '63), De Leeuw | Mvogo, Dumfries , Teze, Boscagli, Max (Baumgartl '73), Fein (Mauro Júnior '77), Rosario, Sangaré, Thomas (Gutiérrez '77), Zahavi (Piroe '90), Malen (Antonisse '90) |  |
| |          |               |                             | | |  |

| Speelronde 20: 31 januari 2021, 14:30 uur                                                                           | Feyenoord                           | 3 – 1 (3 – 0) | PSV         | Opstelling Feyenoord | Opstelling PSV |  |
| Stadion: Stadion Feijenoord, Rotterdam Toeschouwers: 0 Scheidsrechter: Dennis Higler Video-assistent: Rob Dieperink | Diemers 7' Berghuis 26' Linssen 41' |               | 56' Sangaré | Marsman, Geertruida (Nieuwkoop '74), Botteghin, Senesi, Malacia , Toornstra (Wehrmann '83), Fer, Diemers, Berghuis , Linssen (Jørgensen '81), Haps | Mvogo, Dumfries , Teze, Boscagli, Max (Vertessen '79), Mauro Júnior , Rosario, Sangaré , Thomas (Ihattaren '59), Malen, Zahavi |  |
| Stadion: Stadion Feijenoord, Rotterdam Toeschouwers: 0 Scheidsrechter: Dennis Higler Video-assistent: Rob Dieperink |                                     |               |             | Marsman, Geertruida (Nieuwkoop '74), Botteghin, Senesi, Malacia , Toornstra (Wehrmann '83), Fer, Diemers, Berghuis , Linssen (Jørgensen '81), Haps | Mvogo, Dumfries , Teze, Boscagli, Max (Vertessen '79), Mauro Júnior , Rosario, Sangaré , Thomas (Ihattaren '59), Malen, Zahavi |  |
| Stadion: Stadion Feijenoord, Rotterdam Toeschouwers: 0 Scheidsrechter: Dennis Higler Video-assistent: Rob Dieperink |                                     |               |             | Marsman, Geertruida (Nieuwkoop '74), Botteghin, Senesi, Malacia , Toornstra (Wehrmann '83), Fer, Diemers, Berghuis , Linssen (Jørgensen '81), Haps | Mvogo, Dumfries , Teze, Boscagli, Max (Vertessen '79), Mauro Júnior , Rosario, Sangaré , Thomas (Ihattaren '59), Malen, Zahavi |  |
| |                                     |               |             | | |  |

#### Februari
| Speelronde 21: 6 februari 2021, 16:30 uur                                                                              | PSV                       | 3 – 0 (2 – 0) | FC Twente | Opstelling PSV | Opstelling FC Twente |  |
| Stadion: Philips Stadion, Eindhoven Toeschouwers: 0 Scheidsrechter: Siemen Mulder Video-assistent: Sander van der Eijk | Malen 30', 53' Zahavi 36' |               |           | Mvogo, Dumfries (Baumgartl '80), Teze, Boscagli, Max, Mauro Júnior (Van Ginkel '75), Sangaré (Gutiérrez '80), Rosario ( 80'), Ihattaren (Thomas '75), Zahavi, Malen (Vertessen '86) | Drommel , Ebuehi (Markelo '86), Đumić, Pierie, Pleguezuelo (Bruns '86), Bosch, Ilić '75, Zerrouki, Narsingh (Rots '66), Danilo (Staring '79), Menig (Van Leeuwen '66) |  |
| Stadion: Philips Stadion, Eindhoven Toeschouwers: 0 Scheidsrechter: Siemen Mulder Video-assistent: Sander van der Eijk |                           |               |           | Mvogo, Dumfries (Baumgartl '80), Teze, Boscagli, Max, Mauro Júnior (Van Ginkel '75), Sangaré (Gutiérrez '80), Rosario ( 80'), Ihattaren (Thomas '75), Zahavi, Malen (Vertessen '86) | Drommel , Ebuehi (Markelo '86), Đumić, Pierie, Pleguezuelo (Bruns '86), Bosch, Ilić '75, Zerrouki, Narsingh (Rots '66), Danilo (Staring '79), Menig (Van Leeuwen '66) |  |
| Stadion: Philips Stadion, Eindhoven Toeschouwers: 0 Scheidsrechter: Siemen Mulder Video-assistent: Sander van der Eijk |                           |               |           | Mvogo, Dumfries (Baumgartl '80), Teze, Boscagli, Max, Mauro Júnior (Van Ginkel '75), Sangaré (Gutiérrez '80), Rosario ( 80'), Ihattaren (Thomas '75), Zahavi, Malen (Vertessen '86) | Drommel , Ebuehi (Markelo '86), Đumić, Pierie, Pleguezuelo (Bruns '86), Bosch, Ilić '75, Zerrouki, Narsingh (Rots '66), Danilo (Staring '79), Menig (Van Leeuwen '66) |  |
| |                           |               |           | | |  |

| Speelronde 22: 13 februari 2021, 18:45 uur                                                                           | ADO Den Haag              | 2 – 2 (1 – 0) | PSV            | Opstelling ADO Den Haag | Opstelling PSV |  |
| Stadion: Cars Jeans Stadion, Den Haag Toeschouwers: 0 Scheidsrechter: Pol van Boekel Video-assistent: Luca Cantineau | Adekanye 27' Kramer 90+3' |               | 51', 76' Malen | Fraisl, Van Ewijk, Amofa (Philipp '82), Del Fabro, Pinas, Kemper (Familia-Castillo '82), Adekanye (Arweiler '69), Gomelt (Zuiverloon '46), Goossens, Mokhtar (Besuijen '57), Kramer | Mvogo, Teze, Baumgartl (Dumfries '75 ( 75')), Boscagli, Max, Thomas (Mauro Júnior '75), Sangaré , Rosario, Vertessen (Ihattaren '61), Zahavi (Gutiérrez '85), Malen |  |
| Stadion: Cars Jeans Stadion, Den Haag Toeschouwers: 0 Scheidsrechter: Pol van Boekel Video-assistent: Luca Cantineau |                           |               |                | Fraisl, Van Ewijk, Amofa (Philipp '82), Del Fabro, Pinas, Kemper (Familia-Castillo '82), Adekanye (Arweiler '69), Gomelt (Zuiverloon '46), Goossens, Mokhtar (Besuijen '57), Kramer | Mvogo, Teze, Baumgartl (Dumfries '75 ( 75')), Boscagli, Max, Thomas (Mauro Júnior '75), Sangaré , Rosario, Vertessen (Ihattaren '61), Zahavi (Gutiérrez '85), Malen |  |
| Stadion: Cars Jeans Stadion, Den Haag Toeschouwers: 0 Scheidsrechter: Pol van Boekel Video-assistent: Luca Cantineau |                           |               |                | Fraisl, Van Ewijk, Amofa (Philipp '82), Del Fabro, Pinas, Kemper (Familia-Castillo '82), Adekanye (Arweiler '69), Gomelt (Zuiverloon '46), Goossens, Mokhtar (Besuijen '57), Kramer | Mvogo, Teze, Baumgartl (Dumfries '75 ( 75')), Boscagli, Max, Thomas (Mauro Júnior '75), Sangaré , Rosario, Vertessen (Ihattaren '61), Zahavi (Gutiérrez '85), Malen |  |
| |                           |               |                | | |  |

| Speelronde 23: 21 februari 2021, 16:45 uur                                                                        | PSV                      | 3 – 1 (0 – 1) | Vitesse  | Opstelling PSV | Opstelling Vitesse |  |
| Stadion: Philips Stadion, Eindhoven Toeschouwers: 0 Scheidsrechter: Björn Kuipers Video-assistent: Pol van Boekel | Malen 66' Götze 86', 88' |               | 4' Broja | Mvogo, Dumfries , Baumgartl, Rosario, Viergever (Teze '89), Mauro Júnior (Thomas '65), Fein (Max '46), Gutiérrez (Malen '46), Sangaré , Zahavi, Vertessen (Götze '64) | Pasveer , Dasa, Doekhi, Bazoer, Rasmussen, Wittek, Tronstad, Tannane (Darfalou '75), Bero, Broja (Huisman '85), Openda (Touré '63) |  |
| Stadion: Philips Stadion, Eindhoven Toeschouwers: 0 Scheidsrechter: Björn Kuipers Video-assistent: Pol van Boekel |                          |               |          | Mvogo, Dumfries , Baumgartl, Rosario, Viergever (Teze '89), Mauro Júnior (Thomas '65), Fein (Max '46), Gutiérrez (Malen '46), Sangaré , Zahavi, Vertessen (Götze '64) | Pasveer , Dasa, Doekhi, Bazoer, Rasmussen, Wittek, Tronstad, Tannane (Darfalou '75), Bero, Broja (Huisman '85), Openda (Touré '63) |  |
| Stadion: Philips Stadion, Eindhoven Toeschouwers: 0 Scheidsrechter: Björn Kuipers Video-assistent: Pol van Boekel |                          |               |          | Mvogo, Dumfries , Baumgartl, Rosario, Viergever (Teze '89), Mauro Júnior (Thomas '65), Fein (Max '46), Gutiérrez (Malen '46), Sangaré , Zahavi, Vertessen (Götze '64) | Pasveer , Dasa, Doekhi, Bazoer, Rasmussen, Wittek, Tronstad, Tannane (Darfalou '75), Bero, Broja (Huisman '85), Openda (Touré '63) |  |
| |                          |               |          | | |  |

| Speelronde 24: 28 februari 2021, 14:30 uur                                                                          | PSV        | 1 – 1 (1 – 0) | Ajax               | Opstelling PSV | Opstelling Ajax |  |
| Stadion: Philips Stadion, Eindhoven Toeschouwers: 0 Scheidsrechter: Danny Makkelie Video-assistent: Jochem Kamphuis | Zahavi 39' |               | 90+2' (pen.) Tadić | Mvogo, Dumfries , Teze , Viergever, Max, Thomas (Vertessen '75), Rosario (Gutiérrez '72), Boscagli , Götze, Zahavi , Malen | Stekelenburg, Rensch (Schuurs '46), J. Timber, Martínez, Blind, Álvarez (Kudus '56), Klaassen, Gravenberch (Brobbey '80), Antony (Neres '56), Haller, Tadić |  |
| Stadion: Philips Stadion, Eindhoven Toeschouwers: 0 Scheidsrechter: Danny Makkelie Video-assistent: Jochem Kamphuis |            |               |                    | Mvogo, Dumfries , Teze , Viergever, Max, Thomas (Vertessen '75), Rosario (Gutiérrez '72), Boscagli , Götze, Zahavi , Malen | Stekelenburg, Rensch (Schuurs '46), J. Timber, Martínez, Blind, Álvarez (Kudus '56), Klaassen, Gravenberch (Brobbey '80), Antony (Neres '56), Haller, Tadić |  |
| Stadion: Philips Stadion, Eindhoven Toeschouwers: 0 Scheidsrechter: Danny Makkelie Video-assistent: Jochem Kamphuis |            |               |                    | Mvogo, Dumfries , Teze , Viergever, Max, Thomas (Vertessen '75), Rosario (Gutiérrez '72), Boscagli , Götze, Zahavi , Malen | Stekelenburg, Rensch (Schuurs '46), J. Timber, Martínez, Blind, Álvarez (Kudus '56), Klaassen, Gravenberch (Brobbey '80), Antony (Neres '56), Haller, Tadić |  |
| |            |               |                    | | |  |

#### Maart
| Speelronde 25: 7 maart 2021, 14:30 uur                                                                                     | Fortuna Sittard | 1 – 3 (0 – 2) | PSV                         | Opstelling Fortuna Sittard | Opstelling PSV |  |
| Stadion: Fortuna Sittard Stadion, Sittard Toeschouwers: 0 Scheidsrechter: Allard Lindhout Video-assistent: Jeroen Manschot | Cox 69'         |               | 10', 27' Zahavi 87' Madueke | Van Osch, Tirpan, Angha, Janssen (Van den Buijs '83), Cox, Tekie (Moutoussamy '46), Flemming ( 90+3'), Rienstra (Kastrati '90+3), Semedo (Emmanouilidis '83), Polter (Hansson '46), Seuntjens | Mvogo, Dumfries , Teze, Viergever , Max, Vertessen (Gutiérrez '66), Sangaré (Ihattaren '67), Boscagli (Van Ginkel '81), Götze (Madueke '67), Zahavi, Malen (Fein '76) |  |
| Stadion: Fortuna Sittard Stadion, Sittard Toeschouwers: 0 Scheidsrechter: Allard Lindhout Video-assistent: Jeroen Manschot |                 |               |                             | Van Osch, Tirpan, Angha, Janssen (Van den Buijs '83), Cox, Tekie (Moutoussamy '46), Flemming ( 90+3'), Rienstra (Kastrati '90+3), Semedo (Emmanouilidis '83), Polter (Hansson '46), Seuntjens | Mvogo, Dumfries , Teze, Viergever , Max, Vertessen (Gutiérrez '66), Sangaré (Ihattaren '67), Boscagli (Van Ginkel '81), Götze (Madueke '67), Zahavi, Malen (Fein '76) |  |
| Stadion: Fortuna Sittard Stadion, Sittard Toeschouwers: 0 Scheidsrechter: Allard Lindhout Video-assistent: Jeroen Manschot |                 |               |                             | Van Osch, Tirpan, Angha, Janssen (Van den Buijs '83), Cox, Tekie (Moutoussamy '46), Flemming ( 90+3'), Rienstra (Kastrati '90+3), Semedo (Emmanouilidis '83), Polter (Hansson '46), Seuntjens | Mvogo, Dumfries , Teze, Viergever , Max, Vertessen (Gutiérrez '66), Sangaré (Ihattaren '67), Boscagli (Van Ginkel '81), Götze (Madueke '67), Zahavi, Malen (Fein '76) |  |
| |                 |               |                             | | |  |

| Speelronde 26: 14 maart 2021, 14:30 uur                                                                        | PSV       | 1 – 1 (1 – 1) | Feyenoord    | Opstelling PSV | Opstelling Feyenoord                                                                                                   |  |
| Stadion: Philips Stadion, Eindhoven Toeschouwers: 0 Scheidsrechter: Bas Nijhuis Video-assistent: Dennis Higler | Malen 38' |               | 15' Berghuis | Mvogo, Dumfries , Boscagli, Viergever (Teze '46), Max, Gakpo (Madueke '46), Rosario, Sangaré, Götze, Zahavi (Vertessen '87), Malen | Marsman, Geertruida, Spajić, Botteghin, Senesi , Malacia , Toornstra, Berghuis , Kökçü, Linssen, Sinisterra (Haps '72) |  |
| Stadion: Philips Stadion, Eindhoven Toeschouwers: 0 Scheidsrechter: Bas Nijhuis Video-assistent: Dennis Higler |           |               |              | Mvogo, Dumfries , Boscagli, Viergever (Teze '46), Max, Gakpo (Madueke '46), Rosario, Sangaré, Götze, Zahavi (Vertessen '87), Malen | Marsman, Geertruida, Spajić, Botteghin, Senesi , Malacia , Toornstra, Berghuis , Kökçü, Linssen, Sinisterra (Haps '72) |  |
| Stadion: Philips Stadion, Eindhoven Toeschouwers: 0 Scheidsrechter: Bas Nijhuis Video-assistent: Dennis Higler |           |               |              | Mvogo, Dumfries , Boscagli, Viergever (Teze '46), Max, Gakpo (Madueke '46), Rosario, Sangaré, Götze, Zahavi (Vertessen '87), Malen | Marsman, Geertruida, Spajić, Botteghin, Senesi , Malacia , Toornstra, Berghuis , Kökçü, Linssen, Sinisterra (Haps '72) |  |
| |           |               |              | | |  |

| Speelronde 27: 21 maart 2021, 14:30 uur                                                                       | AZ                             | 2 – 0 (1 – 0) | PSV | Opstelling AZ | Opstelling PSV |  |
| Stadion: AFAS Stadion, Alkmaar Toeschouwers: 0 Scheidsrechter: Dennis Higler Video-assistent: Jeroen Manschot | Karlsson 4' T. Koopmeiners 68' |               |     | Bizot, Svensson, Letschert, Martins Indi, Wijndal, Midtsjø (Reijnders '79), Guðmundsson (De Wit '66), T. Koopmeiners , Stengs, Boadu (Duin '87), Karlsson (Aboukhlal '87) | Mvogo, Dumfries , Teze, Viergever, Max, Gakpo (Vertessen '46), Sangaré , Rosario (Madueke '69), Götze, Zahavi (Ihattaren '87), Malen |  |
| Stadion: AFAS Stadion, Alkmaar Toeschouwers: 0 Scheidsrechter: Dennis Higler Video-assistent: Jeroen Manschot |                                |               |     | Bizot, Svensson, Letschert, Martins Indi, Wijndal, Midtsjø (Reijnders '79), Guðmundsson (De Wit '66), T. Koopmeiners , Stengs, Boadu (Duin '87), Karlsson (Aboukhlal '87) | Mvogo, Dumfries , Teze, Viergever, Max, Gakpo (Vertessen '46), Sangaré , Rosario (Madueke '69), Götze, Zahavi (Ihattaren '87), Malen |  |
| Stadion: AFAS Stadion, Alkmaar Toeschouwers: 0 Scheidsrechter: Dennis Higler Video-assistent: Jeroen Manschot |                                |               |     | Bizot, Svensson, Letschert, Martins Indi, Wijndal, Midtsjø (Reijnders '79), Guðmundsson (De Wit '66), T. Koopmeiners , Stengs, Boadu (Duin '87), Karlsson (Aboukhlal '87) | Mvogo, Dumfries , Teze, Viergever, Max, Gakpo (Vertessen '46), Sangaré , Rosario (Madueke '69), Götze, Zahavi (Ihattaren '87), Malen |  |
| |                                |               |     | | |  |

#### April
| Speelronde 28: 4 april 2021, 14:30 uur                                                                                      | PSV                                   | 3 – 0 (2 – 0) | Heracles Almelo | Opstelling PSV | Opstelling Heracles Almelo |  |
| Stadion: Philips Stadion, Eindhoven Toeschouwers: 0 Scheidsrechter: Martin van den Kerkhof Video-assistent: Laurens Gerrets | Malen 9' Dumfries 21' Ihattaren 90+2' |               |                 | Mvogo, Dumfries , Teze, Viergever, Max, Gakpo (Van Ginkel '66), Rosario, Boscagli (Sangaré '83), Götze, Zahavi (Madueke '75), Malen (Ihattaren '75) | Blaswich, Fadiga, Rente, Pröpper , Knoester, Quagliata (Lunding '75), Schoofs, Kiomourtzoglou (Sierra '65), De la Torre (Bijleveld '65), Vloet (Bakış '75), Burgzorg |  |
| Stadion: Philips Stadion, Eindhoven Toeschouwers: 0 Scheidsrechter: Martin van den Kerkhof Video-assistent: Laurens Gerrets |                                       |               |                 | Mvogo, Dumfries , Teze, Viergever, Max, Gakpo (Van Ginkel '66), Rosario, Boscagli (Sangaré '83), Götze, Zahavi (Madueke '75), Malen (Ihattaren '75) | Blaswich, Fadiga, Rente, Pröpper , Knoester, Quagliata (Lunding '75), Schoofs, Kiomourtzoglou (Sierra '65), De la Torre (Bijleveld '65), Vloet (Bakış '75), Burgzorg |  |
| Stadion: Philips Stadion, Eindhoven Toeschouwers: 0 Scheidsrechter: Martin van den Kerkhof Video-assistent: Laurens Gerrets |                                       |               |                 | Mvogo, Dumfries , Teze, Viergever, Max, Gakpo (Van Ginkel '66), Rosario, Boscagli (Sangaré '83), Götze, Zahavi (Madueke '75), Malen (Ihattaren '75) | Blaswich, Fadiga, Rente, Pröpper , Knoester, Quagliata (Lunding '75), Schoofs, Kiomourtzoglou (Sierra '65), De la Torre (Bijleveld '65), Vloet (Bakış '75), Burgzorg |  |
| |                                       |               |                 | | |  |

| Speelronde 29: 11 april 2021, 14:30 uur                                                                            | VVV-Venlo | 0 – 2 (0 – 1) | PSV                 | Opstelling VVV-Venlo | Opstelling PSV |  |
| Stadion: Covebo Stadion - De Koel -, Venlo Toeschouwers: 0 Scheidsrechter: Kevin Blom Video-assistent: Erwin Blank |           |               | 13' Gakpo 59' Malen | Kirschbaum, Pachonik, Dekker, Da Graca, Kum (Gelmi '46), Guwara, Post (Janssen '84), Machach (John '60), Schmitz (Roemer '73), V. van Crooij, Giakoumakis ( 84') | Mvogo, Dumfries , Teze, Viergever, Max (Obispo '84), Gakpo (Van Ginkel '73), Boscagli, Rosario (Sangaré '73), Götze, Zahavi (Vertessen '89), Malen (Madueke '89) |  |
| Stadion: Covebo Stadion - De Koel -, Venlo Toeschouwers: 0 Scheidsrechter: Kevin Blom Video-assistent: Erwin Blank |           |               |                     | Kirschbaum, Pachonik, Dekker, Da Graca, Kum (Gelmi '46), Guwara, Post (Janssen '84), Machach (John '60), Schmitz (Roemer '73), V. van Crooij, Giakoumakis ( 84') | Mvogo, Dumfries , Teze, Viergever, Max (Obispo '84), Gakpo (Van Ginkel '73), Boscagli, Rosario (Sangaré '73), Götze, Zahavi (Vertessen '89), Malen (Madueke '89) |  |
| Stadion: Covebo Stadion - De Koel -, Venlo Toeschouwers: 0 Scheidsrechter: Kevin Blom Video-assistent: Erwin Blank |           |               |                     | Kirschbaum, Pachonik, Dekker, Da Graca, Kum (Gelmi '46), Guwara, Post (Janssen '84), Machach (John '60), Schmitz (Roemer '73), V. van Crooij, Giakoumakis ( 84') | Mvogo, Dumfries , Teze, Viergever, Max (Obispo '84), Gakpo (Van Ginkel '73), Boscagli, Rosario (Sangaré '73), Götze, Zahavi (Vertessen '89), Malen (Madueke '89) |  |
| |           |               |                     | | |  |

| Speelronde 30: 24 april 2021, 18:45 uur                                                                             | PSV               | 1 – 0 (0 – 0) | FC Groningen | Opstelling PSV | Opstelling FC Groningen |  |
| Stadion: Philips Stadion, Eindhoven Toeschouwers: 4.000 Scheidsrechter: Jeroen Manschot Video-assistent: Kevin Blom | Zahavi 64' (pen.) |               |              | Mvogo, Dumfries , Teze, Viergever (Rosario '46), Max, Götze (Ihattaren '83), Sangaré, Boscagli, Gakpo (Van Ginkel '90+2), Zahavi, Malen (Vertessen '90+7) | Padt, Te Wierik , Dammers , Itakura, Gudmundsson (Da Cruz '27 ), El Hankouri (Abraham '89), Matusiwa , El Messaoudi (Joosten '81), D. van Kaam, Suslov (Lundqvist '82), Larsen |  |
| Stadion: Philips Stadion, Eindhoven Toeschouwers: 4.000 Scheidsrechter: Jeroen Manschot Video-assistent: Kevin Blom |                   |               |              | Mvogo, Dumfries , Teze, Viergever (Rosario '46), Max, Götze (Ihattaren '83), Sangaré, Boscagli, Gakpo (Van Ginkel '90+2), Zahavi, Malen (Vertessen '90+7) | Padt, Te Wierik , Dammers , Itakura, Gudmundsson (Da Cruz '27 ), El Hankouri (Abraham '89), Matusiwa , El Messaoudi (Joosten '81), D. van Kaam, Suslov (Lundqvist '82), Larsen |  |
| Stadion: Philips Stadion, Eindhoven Toeschouwers: 4.000 Scheidsrechter: Jeroen Manschot Video-assistent: Kevin Blom |                   |               |              | Mvogo, Dumfries , Teze, Viergever (Rosario '46), Max, Götze (Ihattaren '83), Sangaré, Boscagli, Gakpo (Van Ginkel '90+2), Zahavi, Malen (Vertessen '90+7) | Padt, Te Wierik , Dammers , Itakura, Gudmundsson (Da Cruz '27 ), El Hankouri (Abraham '89), Matusiwa , El Messaoudi (Joosten '81), D. van Kaam, Suslov (Lundqvist '82), Larsen |  |
| |                   |               |              | | |  |

#### Mei
| Speelronde 31: 2 mei 2021, 16:45 uur                                                                                 | PSV                     | 2 – 2 (0 – 1) | sc Heerenveen             | Opstelling PSV | Opstelling sc Heerenveen |  |
| Stadion: Philips Stadion, Eindhoven Toeschouwers: 0 Scheidsrechter: Allard Lindhout Video-assistent: Jochem Kamphuis | Vertessen 57' Gakpo 58' |               | 34' Halilović 59' De Jong | Mvogo, Teze, Boscagli, Viergever (Obispo '46), Max, Götze (Van Ginkel '90), Rosario (Vertessen '46), Sangaré, Gakpo , Malen ( 46'), Zahavi (Madueke '46) | Mulder ( 73'), Floranus , Van Hecke, Drešević, Woudenberg, Kaib (Bochniewicz '69), Schöne (Dewaele '90), Kongolo (Van Ottele '69), Halilović, Van Bergen, De Jong ( 69') (Smit '73 ) |  |
| Stadion: Philips Stadion, Eindhoven Toeschouwers: 0 Scheidsrechter: Allard Lindhout Video-assistent: Jochem Kamphuis |                         |               |                           | Mvogo, Teze, Boscagli, Viergever (Obispo '46), Max, Götze (Van Ginkel '90), Rosario (Vertessen '46), Sangaré, Gakpo , Malen ( 46'), Zahavi (Madueke '46) | Mulder ( 73'), Floranus , Van Hecke, Drešević, Woudenberg, Kaib (Bochniewicz '69), Schöne (Dewaele '90), Kongolo (Van Ottele '69), Halilović, Van Bergen, De Jong ( 69') (Smit '73 ) |  |
| Stadion: Philips Stadion, Eindhoven Toeschouwers: 0 Scheidsrechter: Allard Lindhout Video-assistent: Jochem Kamphuis |                         |               |                           | Mvogo, Teze, Boscagli, Viergever (Obispo '46), Max, Götze (Van Ginkel '90), Rosario (Vertessen '46), Sangaré, Gakpo , Malen ( 46'), Zahavi (Madueke '46) | Mulder ( 73'), Floranus , Van Hecke, Drešević, Woudenberg, Kaib (Bochniewicz '69), Schöne (Dewaele '90), Kongolo (Van Ottele '69), Halilović, Van Bergen, De Jong ( 69') (Smit '73 ) |  |
| |                         |               |                           | | |  |

| Speelronde 32: 9 mei 2021, 16:45 uur                                                                                 | Willem II | 0 – 2 (0 – 1) | PSV                       | Opstelling Willem II | Opstelling PSV |  |
| Stadion: Koning Willem II Stadion, Tilburg Toeschouwers: 0 Scheidsrechter: Dennis Higler Video-assistent: Kevin Blom |           |               | 27' Malen 51' (e.d.) Köhn | Murić, Owusu, Van Beek, Heerkens (Wriedt '69), Peters , Köhn, Nunnely (Köhlert '69), Saddiki (Selahi '68), Llonch (Spieringhs '87), Trésor, Pavlidis | Mvogo, Dumfries , Teze, Boscagli, Max, Madueke (Piroe '87), Van Ginkel (Obispo '87), Sangaré, Gakpo (Fein '70), Vertessen (Rosario '69), Malen (Viergever '90) |  |
| Stadion: Koning Willem II Stadion, Tilburg Toeschouwers: 0 Scheidsrechter: Dennis Higler Video-assistent: Kevin Blom |           |               |                           | Murić, Owusu, Van Beek, Heerkens (Wriedt '69), Peters , Köhn, Nunnely (Köhlert '69), Saddiki (Selahi '68), Llonch (Spieringhs '87), Trésor, Pavlidis | Mvogo, Dumfries , Teze, Boscagli, Max, Madueke (Piroe '87), Van Ginkel (Obispo '87), Sangaré, Gakpo (Fein '70), Vertessen (Rosario '69), Malen (Viergever '90) |  |
| Stadion: Koning Willem II Stadion, Tilburg Toeschouwers: 0 Scheidsrechter: Dennis Higler Video-assistent: Kevin Blom |           |               |                           | Murić, Owusu, Van Beek, Heerkens (Wriedt '69), Peters , Köhn, Nunnely (Köhlert '69), Saddiki (Selahi '68), Llonch (Spieringhs '87), Trésor, Pavlidis | Mvogo, Dumfries , Teze, Boscagli, Max, Madueke (Piroe '87), Van Ginkel (Obispo '87), Sangaré, Gakpo (Fein '70), Vertessen (Rosario '69), Malen (Viergever '90) |  |
| |           |               |                           | | |  |

| Speelronde 33: 13 mei 2021, 14:30 uur                                                                                     | PSV                                                | 4 – 2 (3 – 0) | PEC Zwolle            | Opstelling PSV | Opstelling PEC Zwolle |  |
| Stadion: Philips Stadion, Eindhoven Toeschouwers: 0 Scheidsrechter: Serdar Gözübüyük Video-assistent: Sander van der Eijk | Mous 22' (e.d.) Malen 29' Vertessen 34' Zahavi 54' |               | 69' Pherai 90' Lagsir | Mvogo, Dumfries (Piroe '86), Teze, Boscagli (Viergever '46), Max (Obispo '63), Vertessen (Rosario '46 ( 86')), Van Ginkel, Sangaré, Gakpo (Madueke '62), Malen, Zahavi | Mous, Lam , Van den Belt, Nakayama, Bajselmani (Manuel '70), Strieder (Doué '46 ), Saymak (Drost '84), Paal, Pherai, Tedić (Lagsir '84), Clement |  |
| Stadion: Philips Stadion, Eindhoven Toeschouwers: 0 Scheidsrechter: Serdar Gözübüyük Video-assistent: Sander van der Eijk |                                                    |               |                       | Mvogo, Dumfries (Piroe '86), Teze, Boscagli (Viergever '46), Max (Obispo '63), Vertessen (Rosario '46 ( 86')), Van Ginkel, Sangaré, Gakpo (Madueke '62), Malen, Zahavi | Mous, Lam , Van den Belt, Nakayama, Bajselmani (Manuel '70), Strieder (Doué '46 ), Saymak (Drost '84), Paal, Pherai, Tedić (Lagsir '84), Clement |  |
| Stadion: Philips Stadion, Eindhoven Toeschouwers: 0 Scheidsrechter: Serdar Gözübüyük Video-assistent: Sander van der Eijk |                                                    |               |                       | Mvogo, Dumfries (Piroe '86), Teze, Boscagli (Viergever '46), Max (Obispo '63), Vertessen (Rosario '46 ( 86')), Van Ginkel, Sangaré, Gakpo (Madueke '62), Malen, Zahavi | Mous, Lam , Van den Belt, Nakayama, Bajselmani (Manuel '70), Strieder (Doué '46 ), Saymak (Drost '84), Paal, Pherai, Tedić (Lagsir '84), Clement |  |
| |                                                    |               |                       | | |  |

| Speelronde 34: 16 mei 2021, 14:30 uur                                                                               | FC Utrecht        | 1 – 1 (1 – 0) | PSV            | Opstelling FC Utrecht | Opstelling PSV |  |
| Stadion: Stadion Galgenwaard, Utrecht Toeschouwers: 0 Scheidsrechter: Björn Kuipers Video-assistent: Pol van Boekel | Van de Streek 37' |               | 49' Van Ginkel | Oelschlägel, Ter Avest, St. Jago, Janssen (Bergström '62), Warmerdam (Van der Maarel '62 ( 62')), Van Overeem, Van de Streek (Dalmau '62), Emanuelson (Hoogma '81), Boussaid, Kerk (Sylla '68), Gustafson | Mvogo, Teze, Obispo (Sambo '78), Viergever, Max, Götze, Sangaré, Van Ginkel , Vertessen (Piroe '56), Zahavi, Gakpo |  |
| Stadion: Stadion Galgenwaard, Utrecht Toeschouwers: 0 Scheidsrechter: Björn Kuipers Video-assistent: Pol van Boekel |                   |               |                | Oelschlägel, Ter Avest, St. Jago, Janssen (Bergström '62), Warmerdam (Van der Maarel '62 ( 62')), Van Overeem, Van de Streek (Dalmau '62), Emanuelson (Hoogma '81), Boussaid, Kerk (Sylla '68), Gustafson | Mvogo, Teze, Obispo (Sambo '78), Viergever, Max, Götze, Sangaré, Van Ginkel , Vertessen (Piroe '56), Zahavi, Gakpo |  |
| Stadion: Stadion Galgenwaard, Utrecht Toeschouwers: 0 Scheidsrechter: Björn Kuipers Video-assistent: Pol van Boekel |                   |               |                | Oelschlägel, Ter Avest, St. Jago, Janssen (Bergström '62), Warmerdam (Van der Maarel '62 ( 62')), Van Overeem, Van de Streek (Dalmau '62), Emanuelson (Hoogma '81), Boussaid, Kerk (Sylla '68), Gustafson | Mvogo, Teze, Obispo (Sambo '78), Viergever, Max, Götze, Sangaré, Van Ginkel , Vertessen (Piroe '56), Zahavi, Gakpo |  |
| |                   |               |                | | |  |

### Statistieken

#### Eindstand in Nederlandse Eredivisie
| Stand | Gespeeld | Gewonnen | Gelijk | Verloren | Punten | Doelpunten voor | Doelpunten tegen | Gele kaarten | Twee gele kaarten | Rode kaarten |
| ----- | -------- | -------- | ------ | -------- | ------ | --------------- | ---------------- | ------------ | ----------------- | ------------ |
| 2e    | 34       | 21       | 9      | 4        | 72     | 74              | 35               | 40           | 0                 | 0            |

#### Punten, stand en doelpunten per speelronde
| Speelronde                            | 1  | 2  | 3  | 4  | 5  | 6  | 7   | 8   | 9   | 10  | 11  | 12  | 13  | 14  | 15  | 16  | 17  | 18  | 19  | 20  | 21  | 22  | 23  | 24  | 25  | 26  | 27  | 28  | 29  | 30  | 31  | 32  | 33  | 34  | Totaal |
| ------------------------------------- | -- | -- | -- | -- | -- | -- | --- | --- | --- | --- | --- | --- | --- | --- | --- | --- | --- | --- | --- | --- | --- | --- | --- | --- | --- | --- | --- | --- | --- | --- | --- | --- | --- | --- | ------ |
| Aantal punten per speelronde          | 3  | 3  | 1  | 3  | 3  | 0  | 3   | 3   | 1   | 3   | 1   | 3   | 3   | 3   | 1   | 0   | 3   | 3   | 3   | 0   | 3   | 1   | 3   | 1   | 3   | 1   | 0   | 3   | 3   | 3   | 1   | 3   | 3   | 1   | 72     |
| Aantal punten na speelronde           | 3  | 6  | 7  | 10 | 13 | 13 | 16  | 19  | 20  | 23  | 24  | 27  | 30  | 33  | 34  | 34  | 37  | 40  | 43  | 43  | 46  | 47  | 50  | 51  | 54  | 55  | 55  | 58  | 61  | 64  | 65  | 68  | 71  | 72  | 72     |
| Stand na speelronde                   | 2e | 3e | 5e | 2e | 1e | 3e | 3e  | 3e  | 4e  | 3e  | 3e  | 2e  | 2e  | 2e  | 2e  | 4e  | 3e  | 3e  | 2e  | 2e  | 2e  | 2e  | 2e  | 2e  | 2e  | 2e  | 2e  | 2e  | 2e  | 2e  | 2e  | 2e  | 2e  | 2e  | 2e     |
| Aantal doelpunten per speelronde      | 3  | 2  | 1  | 2  | 3  | 1  | 4   | 3   | 1   | 1   | 2   | 2   | 4   | 4   | 2   | 1   | 5   | 2   | 2   | 1   | 3   | 2   | 3   | 1   | 3   | 1   | 0   | 3   | 2   | 1   | 2   | 2   | 4   | 1   | 74     |
| Aantal tegendoelpunten per speelronde | 1  | 1  | 1  | 0  | 0  | 2  | 0   | 0   | 1   | 0   | 2   | 1   | 1   | 1   | 2   | 3   | 3   | 0   | 0   | 3   | 0   | 2   | 1   | 1   | 1   | 1   | 2   | 0   | 0   | 0   | 2   | 0   | 2   | 1   | 35     |
| Doelsaldo na speelronde               | +2 | +3 | +3 | +5 | +8 | +7 | +11 | +14 | +14 | +15 | +15 | +16 | +19 | +22 | +22 | +20 | +22 | +24 | +26 | +24 | +27 | +27 | +29 | +29 | +31 | +31 | +29 | +32 | +34 | +35 | +35 | +37 | +39 | +39 | +39    |

## Europa League

#### Derde kwalificatieronde
| 24 september 2020, 19:00 uur                                                             | NŠ Mura    | 1 – 5 (1 – 2) | PSV                                            | Opstelling NŠ Mura | Opstelling PSV |  |
| Stadion: Fazanerijastadion, Murska Sobota Toeschouwers: 0 Scheidsrechter: Sandro Schärer | Kouter 21' |               | 17', 65' Malen 28' Mauro Júnior 54', 90' Gakpo | Obradović, Kous , Karničnik, Gorenc, Šturm, Kozar , Horvat (Brkić '76), Kouter, Filipović (Marič '76), Žižek (Maroša '81), Bobičanec | Mvogo, Dumfries , Teze, Boscagli, Max, Mauro Júnior, Rosario, Thomas (Sadílek '76), Bruma, Malen (Madueke '86), Romero (Gakpo '11) |  |
| Stadion: Fazanerijastadion, Murska Sobota Toeschouwers: 0 Scheidsrechter: Sandro Schärer |            |               |                                                | Obradović, Kous , Karničnik, Gorenc, Šturm, Kozar , Horvat (Brkić '76), Kouter, Filipović (Marič '76), Žižek (Maroša '81), Bobičanec | Mvogo, Dumfries , Teze, Boscagli, Max, Mauro Júnior, Rosario, Thomas (Sadílek '76), Bruma, Malen (Madueke '86), Romero (Gakpo '11) |  |
| Stadion: Fazanerijastadion, Murska Sobota Toeschouwers: 0 Scheidsrechter: Sandro Schärer |            |               |                                                | Obradović, Kous , Karničnik, Gorenc, Šturm, Kozar , Horvat (Brkić '76), Kouter, Filipović (Marič '76), Žižek (Maroša '81), Bobičanec | Mvogo, Dumfries , Teze, Boscagli, Max, Mauro Júnior, Rosario, Thomas (Sadílek '76), Bruma, Malen (Madueke '86), Romero (Gakpo '11) |  |
|                                                                                          |            |               |                                                | | |  |

#### Play-offronde
| 1 oktober 2020, 19:00 uur                                                         | Rosenborg BK | 0 – 2 (0 – 1) | PSV                  | Opstelling Rosenborg BK | Opstelling PSV |  |
| Stadion: Lerkendalstadion, Trondheim Toeschouwers: 0 Scheidsrechter: Davide Massa |              |               | 22' Zahavi 61' Gakpo | Hansen, Hedenstad (Reitan '77), Reginiussen , Eyjólfsson, Konate , Henriksen, Zachariassen, Skjelbred, Holse, Islamovic, Adegbenro (Helland '65) | Mvogo, Dumfries , Teze, Boscagli, Max (Viergever '60), Mauro Júnior, Rosario , Thomas (Hendrix '20 ), Gakpo, Zahavi (Madueke '90+3), Malen |  |
| Stadion: Lerkendalstadion, Trondheim Toeschouwers: 0 Scheidsrechter: Davide Massa |              |               |                      | Hansen, Hedenstad (Reitan '77), Reginiussen , Eyjólfsson, Konate , Henriksen, Zachariassen, Skjelbred, Holse, Islamovic, Adegbenro (Helland '65) | Mvogo, Dumfries , Teze, Boscagli, Max (Viergever '60), Mauro Júnior, Rosario , Thomas (Hendrix '20 ), Gakpo, Zahavi (Madueke '90+3), Malen |  |
| Stadion: Lerkendalstadion, Trondheim Toeschouwers: 0 Scheidsrechter: Davide Massa |              |               |                      | Hansen, Hedenstad (Reitan '77), Reginiussen , Eyjólfsson, Konate , Henriksen, Zachariassen, Skjelbred, Holse, Islamovic, Adegbenro (Helland '65) | Mvogo, Dumfries , Teze, Boscagli, Max (Viergever '60), Mauro Júnior, Rosario , Thomas (Hendrix '20 ), Gakpo, Zahavi (Madueke '90+3), Malen |  |
|                                                                                   |              |               |                      | | |  |

#### Groepsfase (groep E)
| # | Team           | Wedstrijden | Wedstrijden | Wedstrijden | Wedstrijden | Punten | Doelpunten | Doelpunten | Doelpunten |       | Uitslagen (Thuis ╲ Uit) | Uitslagen (Thuis ╲ Uit) | Uitslagen (Thuis ╲ Uit) | Uitslagen (Thuis ╲ Uit) |
| # | Team           | Gespeeld    | Winst       | Gelijk      | Verlies     | Punten | Voor       | Tegen      | Saldo      | PSV   | GRA                     | PAOK                    | OMO                     |                         |
| 1. | PSV            | 6           | 4           | 0           | 2           | 12     | 12         | 9          | +3         |       | 1 – 2                   | 3 – 2                   | 4 – 0                   |                         |
| 2. | Granada CF     | 6           | 3           | 2           | 1           | 11     | 6          | 3          | +3         | 0 – 1 |                         | 0 – 0                   | 2 – 1                   |                         |
| 3. | PAOK           | 6           | 1           | 3           | 2           | 6      | 8          | 7          | +1         | 4 – 1 | 0 – 0                   |                         | 1 – 1                   |                         |
| 4. | Omonia Nicosia | 6           | 1           | 1           | 4           | 4      | 5          | 12         | −7         | 1 – 2 | 0 – 2                   | 2 – 1                   |                         |                         |
| \| Legendakleuren in de tabellen \| \| Groepswinnaar en nummer twee gaan door naar de zestiende finale. \| \| Uitgeschakeld \| |                |             |             |             |             |        |            |            |            |       |                         |                         |                         |                         |
| Legendakleuren in de tabellen                                                                                                  |                |             |             |             |             |        |            |            |            |       |                         |                         |                         |                         |
| Groepswinnaar en nummer twee gaan door naar de zestiende finale.                                                               |                |             |             |             |             |        |            |            |            |       |                         |                         |                         |                         |
| Uitgeschakeld |                |             |             |             |             |        |            |            |            |       |                         |                         |                         |                         |

| Wedstrijd 1/6: 22 oktober 2020, 18:55 uur                                        | PSV         | 1 – 2 (1 – 0) | Granada CF            | Opstelling PSV | Opstelling Granada CF |  |
| Stadion: Philips Stadion, Eindhoven Toeschouwers: 0 Scheidsrechter: Felix Zwayer | Götze 45+1' |               | 57' Molina 66' Machís | Mvogo, Dumfries , Baumgartl, Boscagli, Max, Sangaré, Hendrix, Ihattaren, Mauro Júnior (Madueke '73), Götze (Viergever '46), Malen | Silva , Foulquier, Germán , Vallejo, Neva, Machís (Soro '81), Milla (Eteki '81), Gonalons (Montoro '35 ), Herrera, Puertas, Molina (Suárez '69 ) |  |
| Stadion: Philips Stadion, Eindhoven Toeschouwers: 0 Scheidsrechter: Felix Zwayer |             |               |                       | Mvogo, Dumfries , Baumgartl, Boscagli, Max, Sangaré, Hendrix, Ihattaren, Mauro Júnior (Madueke '73), Götze (Viergever '46), Malen | Silva , Foulquier, Germán , Vallejo, Neva, Machís (Soro '81), Milla (Eteki '81), Gonalons (Montoro '35 ), Herrera, Puertas, Molina (Suárez '69 ) |  |
| Stadion: Philips Stadion, Eindhoven Toeschouwers: 0 Scheidsrechter: Felix Zwayer |             |               |                       | Mvogo, Dumfries , Baumgartl, Boscagli, Max, Sangaré, Hendrix, Ihattaren, Mauro Júnior (Madueke '73), Götze (Viergever '46), Malen | Silva , Foulquier, Germán , Vallejo, Neva, Machís (Soro '81), Milla (Eteki '81), Gonalons (Montoro '35 ), Herrera, Puertas, Molina (Suárez '69 ) |  |
|                                                                                  |             |               |                       | | |  |

| Wedstrijd 2/6: 29 oktober 2020, 21:00 uur                                    | Omonia Nicosia | 1 – 2 (1 – 1) | PSV              | Opstelling Omonia Nicosia                                                                                                 | Opstelling PSV                                                                                        |  |
| Stadion: GSP-stadion, Nicosia Toeschouwers: 0 Scheidsrechter: Donatas Rumšas | Gómez 29'      |               | 40', 90+2' Malen | Fabiano, Hubočan, Lüftner, Lang, Lecjaks, Papoulis (Asante '80 ), Gomes, Gómez , Tzionis, Bauthéac, Ďuriš (Kousoulos '80) | Mvogo, Hendrix, Teze , Boscagli, Max, Götze, Sangaré, Thomas , Ihattaren, Malen , Madueke (Fein '83 ) |  |
| Stadion: GSP-stadion, Nicosia Toeschouwers: 0 Scheidsrechter: Donatas Rumšas |                |               |                  | Fabiano, Hubočan, Lüftner, Lang, Lecjaks, Papoulis (Asante '80 ), Gomes, Gómez , Tzionis, Bauthéac, Ďuriš (Kousoulos '80) | Mvogo, Hendrix, Teze , Boscagli, Max, Götze, Sangaré, Thomas , Ihattaren, Malen , Madueke (Fein '83 ) |  |
| Stadion: GSP-stadion, Nicosia Toeschouwers: 0 Scheidsrechter: Donatas Rumšas |                |               |                  | Fabiano, Hubočan, Lüftner, Lang, Lecjaks, Papoulis (Asante '80 ), Gomes, Gómez , Tzionis, Bauthéac, Ďuriš (Kousoulos '80) | Mvogo, Hendrix, Teze , Boscagli, Max, Götze, Sangaré, Thomas , Ihattaren, Malen , Madueke (Fein '83 ) |  |
|                                                                              |                |               |                  | | |  |

| Wedstrijd 3/6: 5 november 2020, 18:55 uur                                             | PAOK                                    | 4 – 1 (0 – 1) | PSV               | Opstelling PAOK | Opstelling PSV |  |
| Stadion: Toumbastadion, Thessaloniki Toeschouwers: 0 Scheidsrechter: Daniel Stefański | Schwab 47' Živković 56', 66' Tzolis 58' |               | 21' (pen.) Zahavi | Z. Živković, Rodrigo, Varela, Crespo , Giannoulis (Lyratzis '71), Schwab , Douglas , El Kaddouri (Tsingaras '81), A. Živković (Murg '84), Čolak (Świderski '46), Biseswar (Tzolis '46) | Mvogo, Teze, Sangaré (Ledezma '83), Boscagli, Max, Thomas (Madueke '58), Rosario (Fein '46), Götze (Saibari '83), Ihattaren (Mauro Júnior '58), Zahavi, Malen ( 46') |  |
| Stadion: Toumbastadion, Thessaloniki Toeschouwers: 0 Scheidsrechter: Daniel Stefański |                                         |               |                   | Z. Živković, Rodrigo, Varela, Crespo , Giannoulis (Lyratzis '71), Schwab , Douglas , El Kaddouri (Tsingaras '81), A. Živković (Murg '84), Čolak (Świderski '46), Biseswar (Tzolis '46) | Mvogo, Teze, Sangaré (Ledezma '83), Boscagli, Max, Thomas (Madueke '58), Rosario (Fein '46), Götze (Saibari '83), Ihattaren (Mauro Júnior '58), Zahavi, Malen ( 46') |  |
| Stadion: Toumbastadion, Thessaloniki Toeschouwers: 0 Scheidsrechter: Daniel Stefański |                                         |               |                   | Z. Živković, Rodrigo, Varela, Crespo , Giannoulis (Lyratzis '71), Schwab , Douglas , El Kaddouri (Tsingaras '81), A. Živković (Murg '84), Čolak (Świderski '46), Biseswar (Tzolis '46) | Mvogo, Teze, Sangaré (Ledezma '83), Boscagli, Max, Thomas (Madueke '58), Rosario (Fein '46), Götze (Saibari '83), Ihattaren (Mauro Júnior '58), Zahavi, Malen ( 46') |  |
|                                                                                       |                                         |               |                   | | |  |

| Wedstrijd 4/6: 26 november 2020, 21:00 uur                                           | PSV                             | 3 – 2 (1 – 2) | PAOK                 | Opstelling PSV | Opstelling PAOK |  |
| Stadion: Philips Stadion, Eindhoven Toeschouwers: 0 Scheidsrechter: Andris Treimanis | Gakpo 20' Madueke 51' Malen 53' |               | 4' Varela 13' Tzolis | Mvogo, Dumfries , Teze, Boscagli, Max, Rosario, Sangaré, Madueke (Mauro Júnior '78), Gakpo, Zahavi (Hendrix '71), Malen (Ledezma '90+2) | Z. Živković, Rodrigo, Ingason, Varela , Crespo (Wagué '86), Schwab, Tsingaras (Douglas '70 ), El Kaddouri (Biseswar '85 ), A. Živković, Čolak (Świderski '69), Tzolis (Murg '58) |  |
| Stadion: Philips Stadion, Eindhoven Toeschouwers: 0 Scheidsrechter: Andris Treimanis |                                 |               |                      | Mvogo, Dumfries , Teze, Boscagli, Max, Rosario, Sangaré, Madueke (Mauro Júnior '78), Gakpo, Zahavi (Hendrix '71), Malen (Ledezma '90+2) | Z. Živković, Rodrigo, Ingason, Varela , Crespo (Wagué '86), Schwab, Tsingaras (Douglas '70 ), El Kaddouri (Biseswar '85 ), A. Živković, Čolak (Świderski '69), Tzolis (Murg '58) |  |
| Stadion: Philips Stadion, Eindhoven Toeschouwers: 0 Scheidsrechter: Andris Treimanis |                                 |               |                      | Mvogo, Dumfries , Teze, Boscagli, Max, Rosario, Sangaré, Madueke (Mauro Júnior '78), Gakpo, Zahavi (Hendrix '71), Malen (Ledezma '90+2) | Z. Živković, Rodrigo, Ingason, Varela , Crespo (Wagué '86), Schwab, Tsingaras (Douglas '70 ), El Kaddouri (Biseswar '85 ), A. Živković, Čolak (Świderski '69), Tzolis (Murg '58) |  |
|                                                                                      |                                 |               |                      | | |  |

| Wedstrijd 5/6: 3 december 2020, 21:00 uur                                                     | Granada CF | 0 – 1 (0 – 1) | PSV       | Opstelling Granada CF | Opstelling PSV |  |
| Stadion: Estadio Nuevo Los Cármenes, Granada Toeschouwers: 0 Scheidsrechter: Roi Reinshreiber |            |               | 38' Malen | Silva, Duarte , Germán (Foulquier '56), Vallejo, Neva, Machís , Milla (Molina '76), Gonalons, Herrera, Soro (Suárez '56), Soldado ( 56') (Puertas '83 ( 83')) | Mvogo, Dumfries (Baumgartl '71), Teze, Boscagli, Max, Götze , Sangaré , Rosario ( 71'), Gakpo, Malen, Madueke (Zahavi '38 (Hendrix '88)) |  |
| Stadion: Estadio Nuevo Los Cármenes, Granada Toeschouwers: 0 Scheidsrechter: Roi Reinshreiber |            |               |           | Silva, Duarte , Germán (Foulquier '56), Vallejo, Neva, Machís , Milla (Molina '76), Gonalons, Herrera, Soro (Suárez '56), Soldado ( 56') (Puertas '83 ( 83')) | Mvogo, Dumfries (Baumgartl '71), Teze, Boscagli, Max, Götze , Sangaré , Rosario ( 71'), Gakpo, Malen, Madueke (Zahavi '38 (Hendrix '88)) |  |
| Stadion: Estadio Nuevo Los Cármenes, Granada Toeschouwers: 0 Scheidsrechter: Roi Reinshreiber |            |               |           | Silva, Duarte , Germán (Foulquier '56), Vallejo, Neva, Machís , Milla (Molina '76), Gonalons, Herrera, Soro (Suárez '56), Soldado ( 56') (Puertas '83 ( 83')) | Mvogo, Dumfries (Baumgartl '71), Teze, Boscagli, Max, Götze , Sangaré , Rosario ( 71'), Gakpo, Malen, Madueke (Zahavi '38 (Hendrix '88)) |  |
|                                                                                               |            |               |           | | |  |

| Wedstrijd 6/6: 10 december 2020, 18:55 uur                                       | PSV                                              | 4 – 0 (1 – 0) | Omonia Nicosia | Opstelling PSV | Opstelling Omonia Nicosia |  |
| Stadion: Philips Stadion, Eindhoven Toeschouwers: 0 Scheidsrechter: Kevin Clancy | Malen 36' Dumfries 63' (pen.) Piroe 90+1', 90+3' |               |                | Mvogo, Dumfries (Teze '81), Baumgartl, Viergever, Max (Boscagli '46), Rosario (Sangaré '46), Ihattaren, Hendrix ( 81'), Ledezma (Fein '18), Piroe, Malen (Gakpo '46) | Fabiano, Lang , Lüftner, Kousoulos (Gómez '61 ( 61')), Tzionis, Gomes, Shehu, Santos, Kiko (Lecjaks '61), Loizou, Sene (Ďuriš '61 ) |  |
| Stadion: Philips Stadion, Eindhoven Toeschouwers: 0 Scheidsrechter: Kevin Clancy |                                                  |               |                | Mvogo, Dumfries (Teze '81), Baumgartl, Viergever, Max (Boscagli '46), Rosario (Sangaré '46), Ihattaren, Hendrix ( 81'), Ledezma (Fein '18), Piroe, Malen (Gakpo '46) | Fabiano, Lang , Lüftner, Kousoulos (Gómez '61 ( 61')), Tzionis, Gomes, Shehu, Santos, Kiko (Lecjaks '61), Loizou, Sene (Ďuriš '61 ) |  |
| Stadion: Philips Stadion, Eindhoven Toeschouwers: 0 Scheidsrechter: Kevin Clancy |                                                  |               |                | Mvogo, Dumfries (Teze '81), Baumgartl, Viergever, Max (Boscagli '46), Rosario (Sangaré '46), Ihattaren, Hendrix ( 81'), Ledezma (Fein '18), Piroe, Malen (Gakpo '46) | Fabiano, Lang , Lüftner, Kousoulos (Gómez '61 ( 61')), Tzionis, Gomes, Shehu, Santos, Kiko (Lecjaks '61), Loizou, Sene (Ďuriš '61 ) |  |
|                                                                                  |                                                  |               |                | | |  |

#### Zestiende finale
| Wedstrijd 1/2: 18 februari 2021, 18:55 uur                                                                                      | Olympiakos Piraeus                                    | 4 – 2 (3 – 2) | PSV             | Opstelling Olympiakos Piraeus | Opstelling PSV |  |
| Stadion: Georgios Karaiskákisstadion, Piraeus Toeschouwers: 0 Scheidsrechter: Andreas Ekberg Video-assistent: Christian Dingert | Bouchalakis 9' M'Vila 37' El Arabi 45+2' Masouras 83' |               | 14', 40' Zahavi | Sá, Lala (Androutsos '80), Papadopoulos, Ba , Reabciuk , M'Vila (Vrousai '80), Camara, Bouchalakis , Valbuena (Masouras '68), El Arabi (Fortounis '74), Bruma (Hassan '80) | Mvogo, Dumfries , Teze, Boscagli (Baumgartl '38), Max, Götze (Mauro Júnior '70), Sangaré (Vertessen '70), Rosario , Thomas (Van Ginkel '86), Zahavi (Gutiérrez '85), Malen |  |
| Stadion: Georgios Karaiskákisstadion, Piraeus Toeschouwers: 0 Scheidsrechter: Andreas Ekberg Video-assistent: Christian Dingert |                                                       |               |                 | Sá, Lala (Androutsos '80), Papadopoulos, Ba , Reabciuk , M'Vila (Vrousai '80), Camara, Bouchalakis , Valbuena (Masouras '68), El Arabi (Fortounis '74), Bruma (Hassan '80) | Mvogo, Dumfries , Teze, Boscagli (Baumgartl '38), Max, Götze (Mauro Júnior '70), Sangaré (Vertessen '70), Rosario , Thomas (Van Ginkel '86), Zahavi (Gutiérrez '85), Malen |  |
| Stadion: Georgios Karaiskákisstadion, Piraeus Toeschouwers: 0 Scheidsrechter: Andreas Ekberg Video-assistent: Christian Dingert |                                                       |               |                 | Sá, Lala (Androutsos '80), Papadopoulos, Ba , Reabciuk , M'Vila (Vrousai '80), Camara, Bouchalakis , Valbuena (Masouras '68), El Arabi (Fortounis '74), Bruma (Hassan '80) | Mvogo, Dumfries , Teze, Boscagli (Baumgartl '38), Max, Götze (Mauro Júnior '70), Sangaré (Vertessen '70), Rosario , Thomas (Van Ginkel '86), Zahavi (Gutiérrez '85), Malen |  |
| |                                                       |               |                 | | |  |

| Wedstrijd 2/2: 25 februari 2021, 21:00 uur                                                                           | PSV             | 2 – 1 (2 – 0) | Olympiakos Piraeus | Opstelling PSV | Opstelling Olympiakos Piraeus |  |
| Stadion: Philips Stadion, Eindhoven Toeschouwers: 0 Scheidsrechter: Clément Turpin Video-assistent: Jérôme Brisard   | Zahavi 23', 44' |               | 88' Hassan         | Mvogo, Dumfries , Teze, Viergever, Max , Thomas, Rosario, Boscagli, Götze (Mauro Júnior '90), Zahavi, Malen (Vertessen '90) | Sá, Lala (Androutsos '80), Semedo, Ba, Reabciuk, M'Vila, Camara, Bouchalakis (Fortounis '46 ( 46')), Bruma (Hassan '80), El Arabi (Papadopoulos '90), Valbuena (Masouras '46 ) |  |
| Stadion: Philips Stadion, Eindhoven Toeschouwers: 0 Scheidsrechter: Clément Turpin Video-assistent: Jérôme Brisard   |                 |               |                    | Mvogo, Dumfries , Teze, Viergever, Max , Thomas, Rosario, Boscagli, Götze (Mauro Júnior '90), Zahavi, Malen (Vertessen '90) | Sá, Lala (Androutsos '80), Semedo, Ba, Reabciuk, M'Vila, Camara, Bouchalakis (Fortounis '46 ( 46')), Bruma (Hassan '80), El Arabi (Papadopoulos '90), Valbuena (Masouras '46 ) |  |
| Stadion: Philips Stadion, Eindhoven Toeschouwers: 0 Scheidsrechter: Clément Turpin Video-assistent: Jérôme Brisard   |                 |               |                    | Mvogo, Dumfries , Teze, Viergever, Max , Thomas, Rosario, Boscagli, Götze (Mauro Júnior '90), Zahavi, Malen (Vertessen '90) | Sá, Lala (Androutsos '80), Semedo, Ba, Reabciuk, M'Vila, Camara, Bouchalakis (Fortounis '46 ( 46')), Bruma (Hassan '80), El Arabi (Papadopoulos '90), Valbuena (Masouras '46 ) |  |
| Bijz.: - Totaalscore: PSV 4 – 5 Olympiakos Piraeus - Hierdoor was PSV uitgeschakeld in de Europa League dit seizoen. |                 |               |                    | | |  |

## TOTO KNVB Beker

#### Eerste ronde
- PSV heeft voor de eerste ronde een vrijstelling gekregen, omdat ze zich hebben geplaatst voor de Europese clubhoofdtoernooi.

#### Tweede ronde
| 16 december 2020, 18:45 uur                                                               | De Graafschap | 1 – 2 (0 – 0) | PSV                      | Opstelling De Graafschap | Opstelling PSV |  |
| Stadion: De Vijverberg, Doetinchem Toeschouwers: 0 Scheidsrechter: Martin van den Kerkhof | Hilderink 90' |               | 56' (pen.) Max 85' Malen | De Boer, Lelieveld, Van Huizen , Van de Pavert, Van Heertum , Tutuarima (Baas '72), Dekker (Hilderink '64), Konings, Lieftink (Schuurman '60), Seuntjens , Van Mieghem | Unnerstall, Dumfries (Teze '78), Baumgartl, Viergever, Max, Sangaré (Rosario '46 (Fein '65)), Hendrix, Götze, Ihattaren (Boscagli '90+1), Malen ( 78'), Gakpo (Piroe '78) |  |
| Stadion: De Vijverberg, Doetinchem Toeschouwers: 0 Scheidsrechter: Martin van den Kerkhof |               |               |                          | De Boer, Lelieveld, Van Huizen , Van de Pavert, Van Heertum , Tutuarima (Baas '72), Dekker (Hilderink '64), Konings, Lieftink (Schuurman '60), Seuntjens , Van Mieghem | Unnerstall, Dumfries (Teze '78), Baumgartl, Viergever, Max, Sangaré (Rosario '46 (Fein '65)), Hendrix, Götze, Ihattaren (Boscagli '90+1), Malen ( 78'), Gakpo (Piroe '78) |  |
| Stadion: De Vijverberg, Doetinchem Toeschouwers: 0 Scheidsrechter: Martin van den Kerkhof |               |               |                          | De Boer, Lelieveld, Van Huizen , Van de Pavert, Van Heertum , Tutuarima (Baas '72), Dekker (Hilderink '64), Konings, Lieftink (Schuurman '60), Seuntjens , Van Mieghem | Unnerstall, Dumfries (Teze '78), Baumgartl, Viergever, Max, Sangaré (Rosario '46 (Fein '65)), Hendrix, Götze, Ihattaren (Boscagli '90+1), Malen ( 78'), Gakpo (Piroe '78) |  |
|                                                                                           |               |               |                          | | |  |

#### Achtste finale
| 19 januari 2021, 21:00 uur                                                     | FC Volendam | 0 – 2 (0 – 0) | PSV                             | Opstelling FC Volendam | Opstelling PSV |  |
| Stadion: Kras Stadion, Volendam Toeschouwers: 0 Scheidsrechter: Christiaan Bax |             |               | 51' Madueke 79' (pen.) Dumfries | Roggeveen, B. Plat, Tol, Van de Ven , Murkin, Deul , A. Plat (Iatroudis '80), Ben Sallam (Eerdhuijzen '75), Doodeman (Johnson '64), Mulattieri (Kaars '75), El Azzouzi (El Kadiri '75) | Unnerstall, Dumfries , Teze, Baumgartl, Max, Ihattaren (Thomas '46), Rosario, Sangaré (Fein '77), Mauro Júnior (Piroe '83), Madueke (Gutiérrez '72), Malen (Zahavi '73) |  |
| Stadion: Kras Stadion, Volendam Toeschouwers: 0 Scheidsrechter: Christiaan Bax |             |               |                                 | Roggeveen, B. Plat, Tol, Van de Ven , Murkin, Deul , A. Plat (Iatroudis '80), Ben Sallam (Eerdhuijzen '75), Doodeman (Johnson '64), Mulattieri (Kaars '75), El Azzouzi (El Kadiri '75) | Unnerstall, Dumfries , Teze, Baumgartl, Max, Ihattaren (Thomas '46), Rosario, Sangaré (Fein '77), Mauro Júnior (Piroe '83), Madueke (Gutiérrez '72), Malen (Zahavi '73) |  |
| Stadion: Kras Stadion, Volendam Toeschouwers: 0 Scheidsrechter: Christiaan Bax |             |               |                                 | Roggeveen, B. Plat, Tol, Van de Ven , Murkin, Deul , A. Plat (Iatroudis '80), Ben Sallam (Eerdhuijzen '75), Doodeman (Johnson '64), Mulattieri (Kaars '75), El Azzouzi (El Kadiri '75) | Unnerstall, Dumfries , Teze, Baumgartl, Max, Ihattaren (Thomas '46), Rosario, Sangaré (Fein '77), Mauro Júnior (Piroe '83), Madueke (Gutiérrez '72), Malen (Zahavi '73) |  |
|                                                                                |             |               |                                 | | |  |

#### Kwartfinale
| 10 februari 2021, 20:00 uur                                                                                               | Ajax            | 2 – 1 (2 – 0) | PSV                  | Opstelling Ajax | Opstelling PSV |  |
| Stadion: Johan Cruijff ArenA, Amsterdam Toeschouwers: 0 Scheidsrechter: Serdar Gözübüyük Video-assistent: Jeroen Manschot | Haller 19', 24' |               | 58' (e.d.) J. Timber | Stekelenburg, Mazraoui (Rensch '46 ), J. Timber, Martínez, Tagliafico , Álvarez , Klaassen, Blind, Antony (Neres '69), Haller, Tadić | Unnerstall, Dumfries , Teze , Boscagli, Max, Mauro Júnior (Thomas '81), Sangaré, Rosario, Ihattaren (Vertessen '81), Zahavi , Malen |  |
| Stadion: Johan Cruijff ArenA, Amsterdam Toeschouwers: 0 Scheidsrechter: Serdar Gözübüyük Video-assistent: Jeroen Manschot |                 |               |                      | Stekelenburg, Mazraoui (Rensch '46 ), J. Timber, Martínez, Tagliafico , Álvarez , Klaassen, Blind, Antony (Neres '69), Haller, Tadić | Unnerstall, Dumfries , Teze , Boscagli, Max, Mauro Júnior (Thomas '81), Sangaré, Rosario, Ihattaren (Vertessen '81), Zahavi , Malen |  |
| Stadion: Johan Cruijff ArenA, Amsterdam Toeschouwers: 0 Scheidsrechter: Serdar Gözübüyük Video-assistent: Jeroen Manschot |                 |               |                      | Stekelenburg, Mazraoui (Rensch '46 ), J. Timber, Martínez, Tagliafico , Álvarez , Klaassen, Blind, Antony (Neres '69), Haller, Tadić | Unnerstall, Dumfries , Teze , Boscagli, Max, Mauro Júnior (Thomas '81), Sangaré, Rosario, Ihattaren (Vertessen '81), Zahavi , Malen |  |
| Bijz.: - Hierdoor was PSV uitgeschakeld in de KNVB Beker dit seizoen.                                                     |                 |               |                      | | |  |

## Topscorers
| Nr.                           | Naam                          | Goal |
| ----------------------------- | ----------------------------- | ---- |
| 1.                            | Donyell Malen                 | 19   |
| 2.                            | Eran Zahavi                   | 11   |
| 3.                            | Cody Gakpo                    | 7    |
| 3.                            | Noni Madueke                  | 7    |
| 5.                            | Mario Götze                   | 5    |
| 5.                            | Philipp Max                   | 5    |
| 7.                            | Mohamed Ihattaren             | 3    |
| 8.                            | Olivier Boscagli              | 2    |
| 8.                            | Denzel Dumfries               | 2    |
| 8.                            | Mauro Júnior                  | 2    |
| 8.                            | Yorbe Vertessen               | 2    |
| 12.                           | Adrian Fein                   | 1    |
| 12.                           | Marco van Ginkel              | 1    |
| 12.                           | Joël Piroe                    | 1    |
| 12.                           | Maximiliano Romero            | 1    |
| 12.                           | Pablo Rosario                 | 1    |
| 12.                           | Ibrahim Sangaré               | 1    |
| 12.                           | Ryan Thomas                   | 1    |
| Eigen doelpunten tegenstander | Eigen doelpunten tegenstander | 2    |
| Totaal                        | Totaal                        | 74   |

| Nr.                           | Naam                          | Goal |
| ----------------------------- | ----------------------------- | ---- |
| 1.                            | Denzel Dumfries               | 1    |
| 1.                            | Noni Madueke                  | 1    |
| 1.                            | Donyell Malen                 | 1    |
| 1.                            | Philipp Max                   | 1    |
| Eigen doelpunten tegenstander | Eigen doelpunten tegenstander | 1    |
| Totaal                        | Totaal                        | 5    |

| Nr.                           | Naam            | Goal |
| ----------------------------- | --------------- | ---- |
| 1.                            | Donyell Malen   | 7    |
| 2.                            | Eran Zahavi     | 6    |
| 3.                            | Cody Gakpo      | 4    |
| 4.                            | Joël Piroe      | 2    |
| 5.                            | Denzel Dumfries | 1    |
| 5.                            | Mario Götze     | 1    |
| 5.                            | Mauro Júnior    | 1    |
| 5.                            | Noni Madueke    | 1    |
| Eigen doelpunten tegenstander |                 |      |
| Totaal                        | Totaal          | 23   |

## Assists
| Nr.    | Naam              | Assist |
| ------ | ----------------- | ------ |
| 1.     | Donyell Malen     | 8      |
| 1.     | Philipp Max       | 8      |
| 3.     | Denzel Dumfries   | 6      |
| 3.     | Mario Götze       | 6      |
| 5.     | Noni Madueke      | 4      |
| 5.     | Pablo Rosario     | 4      |
| 7.     | Cody Gakpo        | 3      |
| 7.     | Yorbe Vertessen   | 3      |
| 7.     | Eran Zahavi       | 3      |
| 10.    | Olivier Boscagli  | 2      |
| 10.    | Mohamed Ihattaren | 2      |
| 10.    | Ryan Thomas       | 2      |
| 13.    | Adrian Fein       | 1      |
| 13.    | Marco van Ginkel  | 1      |
| 13.    | Richard Ledezma   | 1      |
| 13.    | Mauro Júnior      | 1      |
| 13.    | Ibrahim Sangaré   | 1      |
| 13.    | Jordan Teze       | 1      |
| Totaal | Totaal            | 57     |

| Nr.    | Naam        | Assist |
| ------ | ----------- | ------ |
| 1.     | Mario Götze | 1      |
| 1.     | Ryan Thomas | 1      |
| Totaal | Totaal      | 2      |

| Nr.    | Naam            | Assist |
| ------ | --------------- | ------ |
| 1.     | Philipp Max     | 4      |
| 2.     | Bruma           | 2      |
| 2.     | Denzel Dumfries | 2      |
| 2.     | Adrian Fein     | 2      |
| 2.     | Noni Madueke    | 2      |
| 2.     | Ryan Thomas     | 2      |
| 7.     | Cody Gakpo      | 1      |
| 7.     | Donyell Malen   | 1      |
| 7.     | Ibrahim Sangaré | 1      |
| 7.     | Eran Zahavi     | 1      |
| Totaal | Totaal          | 18     |

## Spelersstatistieken
Legenda
| - W = Wedstrijden - = Doelpunten | - = Gele kaarten (exclusief 2x geel) - = 2x gele kaart in 1 wedstrijd - = Rode kaarten (exclusief 2x geel) | - 0 (0) = Basisspeler (invalspeler) - Kaarten zijn bij elkaar opgeteld van alle officiële wedstrijden. |

| Nr. | Naam               | Eredivisie | Eredivisie | KNVB Beker | KNVB Beker | Europa | Europa | Totaal  | Totaal | Kaarten | Kaarten | Kaarten |
| Nr. | Naam               | W          | Goal       | W          | Goal       | W      | Goal   | W       | Goal   |         |         |         |
| --- | ------------------ | ---------- | ---------- | ---------- | ---------- | ------ | ------ | ------- | ------ | ------- | ------- | ------- |
| 4   | Nick Viergever     | 13 (4)     | 0          | 1          | 0          | 2 (2)  | 0      | 16 (6)  | 0      | 3       | 0       | 0       |
| 5   | Timo Baumgartl     | 6 (2)      | 0          | 2          | 0          | 2 (2)  | 0      | 10 (4)  | 0      | 0       | 0       | 0       |
| 6   | Ibrahim Sangaré    | 25 (4)     | 1          | 3          | 0          | 6 (1)  | 0      | 34 (5)  | 1      | 11      | 0       | 0       |
| 7   | Eran Zahavi        | 24 (1)     | 11         | 1 (1)      | 0          | 5 (1)  | 6      | 30 (3)  | 17     | 4       | 0       | 0       |
| 7   | Bruma              | 1 (2)      | 0          | 0          | 0          | 1      | 0      | 2 (2)   | 0      | 1       | 0       | 0       |
| 8   | Jorrit Hendrix     | 3 (6)      | 0          | 1          | 0          | 3 (3)  | 0      | 7 (9)   | 0      | 2       | 0       | 0       |
| 9   | Donyell Malen      | 26 (6)     | 19         | 3          | 1          | 10     | 7      | 39 (6)  | 27     | 3       | 0       | 0       |
| 10  | Mohamed Ihattaren  | 13 (9)     | 3          | 3          | 0          | 4      | 0      | 21 (8)  | 3      | 0       | 0       | 0       |
| 11  | Adrian Fein        | 4 (9)      | 1          | 0 (2)      | 0          | 0 (3)  | 0      | 4 (14)  | 1      | 1       | 0       | 0       |
| 13  | Lars Unnerstall    | 1          | 0          | 3          | 0          | 0      | 0      | 4       | 0      | 0       | 0       | 0       |
| 14  | Marco van Ginkel   | 3 (8)      | 1          | 0          | 0          | 0 (1)  | 0      | 3 (9)   | 1      | 0       | 0       | 0       |
| 14  | Sam Lammers        | 1          | 0          | 0          | 0          | 0      | 0      | 1       | 0      | 0       | 0       | 0       |
| 15  | Érick Gutiérrez    | 1 (7)      | 0          | 0 (1)      | 0          | 0 (1)  | 0      | 1 (9)   | 0      | 2       | 0       | 0       |
| 16  | Vincent Müller     | 0          | 0          | 0          | 0          | 0      | 0      | 0       | 0      | 0       | 0       | 0       |
| 17  | Mauro Júnior       | 12 (7)     | 2          | 2          | 0          | 3 (4)  | 1      | 18 (10) | 3      | 2       | 0       | 0       |
| 18  | Pablo Rosario      | 26 (3)     | 1          | 2 (1)      | 0          | 8      | 0      | 36 (4)  | 1      | 8       | 0       | 0       |
| 19  | Cody Gakpo         | 22 (1)     | 7          | 1          | 0          | 3 (2)  | 4      | 26 (3)  | 11     | 2       | 0       | 0       |
| 20  | Maximiliano Romero | 0 (1)      | 1          | 0          | 0          | 1      | 0      | 1 (1)   | 1      | 0       | 0       | 0       |
| 21  | Maxime Delanghe    | 0          | 0          | 0          | 0          | 0      | 0      | 0       | 0      | 0       | 0       | 0       |
| 22  | Denzel Dumfries    | 27 (3)     | 2          | 3          | 1          | 8      | 1      | 38 (3)  | 4      | 10      | 0       | 0       |
| 23  | Noni Madueke       | 7 (17)     | 7          | 1          | 1          | 3 (4)  | 1      | 11 (21) | 9      | 1       | 0       | 0       |
| 24  | Armando Obispo     | 1 (4)      | 0          | 0          | 0          | 0      | 0      | 1 (4)   | 0      | 0       | 0       | 0       |
| 27  | Mario Götze        | 17 (1)     | 5          | 1          | 0          | 6      | 1      | 23 (1)  | 6      | 1       | 0       | 0       |
| 28  | Olivier Boscagli   | 29 (1)     | 2          | 1 (1)      | 0          | 9 (1)  | 0      | 39 (3)  | 2      | 1       | 0       | 0       |
| 29  | Joël Piroe         | 0 (11)     | 1          | 0 (2)      | 0          | 1      | 2      | 1 (13)  | 3      | 0       | 0       | 0       |
| 30  | Ryan Thomas        | 11 (5)     | 1          | 0 (2)      | 0          | 6      | 0      | 17 (7)  | 1      | 2       | 0       | 0       |
| 31  | Philipp Max        | 29 (2)     | 5          | 3          | 1          | 10     | 0      | 42 (2)  | 6      | 3       | 0       | 0       |
| 32  | Michal Sadílek     | 1 (1)      | 0          | 0          | 0          | 0 (1)  | 0      | 1 (2)   | 0      | 0       | 0       | 0       |
| 33  | Jordan Teze        | 31 (2)     | 0          | 2 (1)      | 0          | 8 (1)  | 0      | 41 (4)  | 0      | 5       | 0       | 0       |
| 35  | Fredrik Oppegård   | 0 (1)      | 0          | 0          | 0          | 0      | 0      | 0 (1)   | 0      | 0       | 0       | 0       |
| 37  | Richard Ledezma    | 1 (2)      | 0          | 0          | 0          | 1 (2)  | 0      | 2 (4)   | 0      | 1       | 0       | 0       |
| 38  | Yvon Mvogo         | 33         | 0          | 0          | 0          | 10     | 0      | 43      | 0      | 0       | 0       | 0       |
| 39  | Luis Felipe        | 0 (1)      | 0          | 0          | 0          | 0      | 0      | 0 (1)   | 0      | 0       | 0       | 0       |
| 44  | Shurandy Sambo     | 0 (1)      | 0          | 0          | 0          | 0      | 0      | 0 (1)   | 0      | 0       | 0       | 0       |
| 49  | Mathias Kjølø      | 0 (1)      | 0          | 0          | 0          | 0      | 0      | 0 (1)   | 0      | 0       | 0       | 0       |
| 53  | Yorbe Vertessen    | 6 (9)      | 2          | 0 (1)      | 0          | 0 (2)  | 0      | 6 (12)  | 2      | 0       | 0       | 0       |
| 55  | Ismael Saibari     | 0 (1)      | 0          | 0          | 0          | 0 (1)  | 0      | 0 (2)   | 0      | 0       | 0       | 0       |
| 57  | Jeremy Antonisse   | 0 (1)      | 0          | 0          | 0          | 0      | 0      | 0 (1)   | 0      | 0       | 0       | 0       |